# Выборы в Государственную думу (2011)
Вы́боры депута́тов Госуда́рственной ду́мы Федера́льного собра́ния Росси́йской Федера́ции VI созы́ва состоялись 4 декабря 2011 года. Впервые Государственная дума избиралась на пять лет.
Официальные результаты голосования вызвали различные оценки со стороны российских и зарубежных политиков, социологов, журналистов и наблюдателей. Многие из них отмечали, что в день голосования имели место значительные фальсификации — вброс бюллетеней, переписывание протоколов и т. д.
Официальные результаты выборов в Госдуму спровоцировали массовые протесты российской оппозиции.

## Предшествующие события

### Участники
Все семь существующих на сентябрь 2011 года политических партий Российской Федерации изъявили желание участвовать в выборах, подали заявки на участие и были зарегистрированы Центризбиркомом в качестве участников.
| Партия | Партия                | Номер в бюллетене | Федеральная часть списка (до 10 кандидатов)                                           | Региональных групп | Всего кандидатов | Дата съезда         | Статус списка   |
| ------ | --------------------- | ----------------- | ------------------------------------------------------------------------------------- | ------------------ | ---------------- | ------------------- | --------------- |
|        | «Справедливая Россия» | 1                 | Миронов Левичев Дмитриева Ломакин-Румянцев Туманов Левин Грачёв Драпеко               | 73                 | 584 (8 + 576)    | 24 сентября 2011    | зарегистрирован |
|        | ЛДПР                  | 2                 | Жириновский Островский Лебедев Нилов Диденко Калашников Слуцкий Селезнёв Свищев Напсо | 82                 | 312 (10 + 302)   | 13 сентября 2011    | зарегистрирован |
|        | «Патриоты России»     | 3                 | Семигин Маховиков Корнеева Куринной Глотов Шитуев Шевченко Хидиров Айдинова Савинов   | 83                 | 302 (10 + 292)   | 10 сентября 2011    | зарегистрирован |
|        | КПРФ                  | 4                 | Зюганов Комоедов Афонин Алфёров Савицкая Мельников Кашин Черкесов Новиков Тайсаев     | 73                 | 594 (10 + 584)   | 24 сентября 2011    | зарегистрирован |
|        | «Яблоко»              | 5                 | Явлинский Митрохин Яблоков Колоколова Кузнецова Лейрих Мисник Николаев Рябов Шишлов   | 78                 | 363 (10 + 353)   | 10-11 сентября 2011 | зарегистрирован |
|        | «Единая Россия»       | 6                 | Медведев                                                                              | 80                 | 597 (1 + 596)    | 23-24 сентября 2011 | зарегистрирован |
|        | «Правое дело»         | 7                 | Дунаев Богданов Чакветадзе Смирнов Иноземцев Федотов Лункин Брод Томчин Маратканов    | 77                 | 301 (10 + 201)   | 20 сентября 2011    | зарегистрирован |

### Изменения по сравнению с предыдущими выборами
- «Гражданская сила», менее оппозиционно настроенная часть Союза правых сил (другая часть создала ОДД «Солидарность», вошедшее в Партию народной свободы «За Россию без произвола и коррупции»), и Демократическая партия России объединились в партию «Правое дело»;
- Аграрная партия России присоединилась к «Единой России»;
- Партия социальной справедливости и Российская экологическая партия «Зелёные» (не была зарегистрирована на предыдущих выборах) присоединились к «Справедливой России»;
- Партия мира и единства (не была зарегистрирована на предыдущих выборах) и Партия возрождения России (в предыдущих выборах не участвовала) присоединились к «Патриотам России»;
- «Народный союз» (не был зарегистрирован на предыдущих выборах) преобразован в общественное объединение.

### Партии, не принимавшие участие в выборах
Бо́льшая часть лидеров российской внесистемной оппозиции заявляла о намерении создавать партии и принимать участие в данных выборах (так как практически все оппозиционные движения по тем или иным причинам не смогли официально зарегистрироваться ранее). Так появились организации:
- Партия народной свободы «За Россию без произвола и коррупции» (ПАРНАС) под руководством Бориса Немцова, Владимира Рыжкова, Михаила Касьянова и Владимира Милова;
- Пиратская партия России под руководством Павла Юрьевича Рассудова;
- Общероссийская политическая партия «Воля» под руководством Светланы Михайловны Пеуновой;
- «Комитет национального спасения» в составе партий, которым было отказано в регистрации: «Другая Россия», «Родина: здравый смысл», «Российский объединённый трудовой фронт»;

и некоторые другие. Однако всем им было отказано в регистрации как политическим партиям по различным причинам: например, из-за несоответствия уставов законодательству, наличии в списках членов партии «мёртвых душ», и даже из-за названия.
Единственной партией, зарегистрированной российским Министерством юстиции после прошлых думских выборов, стало «Правое дело». Отказы некоторым объединениям в регистрации в качестве партий вызвали негативную реакцию у ряда наблюдателей в России и за рубежом.

### Сведения о доходах и имуществе кандидатов
Сведения о доходах и имуществе кандидатов находятся в свободном доступе на сайте ЦИК. В СМИ активно обсуждаются особо крупные доходы некоторых кандидатов: так, из 597 кандидатов от партии «Единая Россия» 82 кандидата (13,7 %) имеют годовой доход более 10 миллионов рублей (из них 18 кандидатов имеют доход более 100 миллионов рублей), а из 594 кандидатов от КПРФ 9 кандидатов (1,5 %) имеют доход более 10 миллионов рублей (из них 2 кандидата имеют доход более 100 миллионов рублей). Больше всего утаивали своё имущество кандидаты от «Справедливой России» — 134 кандидата. У КПРФ найдены ошибки в декларациях 94 кандидатов, у «Яблока» — 74-х, у «Правого дела» — 52-х, у ЛДПР — 38-х, у «Единой России» — девятерых. Результаты проверки деклараций были опубликованы в специальном выпуске «Российской газеты», с которым можно было ознакомиться на каждом избирательном участке.

### Хроника

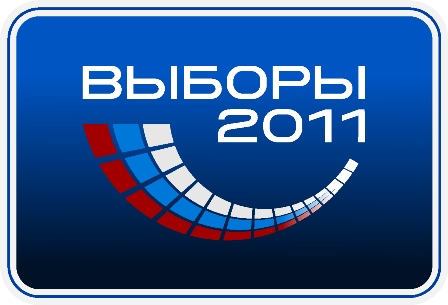
Символика выборов

#### Подготовка
- 21 мая 2009 года Центральная избирательная комиссия Российской Федерации объявила о начале подготовки к выборам[25].
- 15 июля 2009 года на встрече с предпринимателями Орехово-Зуевского района Московской области Эдуард Лимонов предложил внесистемной оппозиции бойкотировать выборы[26].
- 2 апреля 2010 года на встрече президента Медведева с лидерами фракций Госдумы руководитель ЛДПР Владимир Жириновский предложил перенести выборы с декабря на март 2011 года[27].
- 31 мая 2010 года — ряд российских культурных и научных деятелей, включая Лию Ахеджакову, Олега Басилашвили, Эльдара Рязанова и других, опубликовал в «Новой газете» письмо с призывом к Дмитрию Медведеву облегчить регистрацию партий и провести честные и свободные выборы. Пресс-секретарь президента Наталья Тимакова заявила, что Медведев «вправе не реагировать на подобные обращения»[28].
- 7 июня 2010 года — председатель ЦИК Владимир Чуров опроверг информацию ряда СМИ о досрочных выборах[29].
- 2 февраля 2011 года — общественный деятель, блогер Алексей Навальный призвал граждан «голосовать за кого угодно, кроме „Единой России“. То есть, прийти [на выборы] и голосовать против „Единой России“»[30].
- 15 июня 2011 года — ЦИК принял решение о предоставлении партиям, участвующим в выборах, по часу бесплатного эфирного времени на государственных телеканалах. Полчаса предназначаются для дебатов, полчаса — для агитации[31].
- 7 июля 2011 года — в своей резолюции Европарламент призвал российские власти гарантировать свободные и честные выборы[32].
- 22 августа 2011 года — сопредседатель Партии народной свободы Борис Немцов объявил о создании движения «наХ-наХ: Голосуй против всех». Он призвал граждан прийти на выборы и испортить бюллетени, добиваясь таким образом отмены результатов нелегитимных, с точки зрения политика, выборов[33].
- 29 августа 2011 года Медведев подписал указ, устанавливающий дату выборов — 4 декабря 2011 года[34]. 30 августа указ был опубликован в «Российской газете»[35], чем была запущена избирательная кампания.

#### Начало кампании
- 30 августа 2011 года — «Другая Россия» начала серию акций протеста «Выборы без оппозиции — преступление»[36]. Акции проводятся каждый вторник на Триумфальной площади в Москве[37].
- 31 августа 2011 года — ЦИК утвердил план подготовки к выборам[38].
- 7 сентября 2011 года — ЦИК определил список общероссийских государственных телерадиокомпаний и печатных изданий, которые будут предоставлять эфирное время и площади для освещения деятельности партий в период кампании. По сравнению с прошлыми выборами в список добавлены телеканал «Россия-24» и 13 газет. 9 сентября перечень был опубликован в РГ[39], а СМИ должны были до 29 сентября определиться с расценками на размещение агитации[40].
- 13 сентября 2011 года — Бюро по демократическим институтам и правам человека ОБСЕ опубликовало доклад по оценке ситуации накануне выборов[41]. 29 сентября ЦИК прокомментировал отчёт и выразил мнение, что «в целом нельзя признать обоснованным рекомендацию о необходимости развертывания в Российской Федерации полномасштабной долгосрочной миссии БДИПЧ ОБСЕ по наблюдению за выборами депутатов Государственной Думы»[42].
- 24 сентября 2011 года — на XII съезде партии «Единая Россия» Дмитрий Медведев возглавил предвыборный список «единороссов» и поддержал выдвижение кандидатуры премьер-министра Путина на президентских выборах 2012 года.[43].
- 24 сентября 2011 года — съезд Партии народной свободы принял резолюцию, которая объявила выборы нечестными и несвободными, а органы власти, которые будут сформированы по их результатам — нелегитимными, и призвала граждан России к активному протесту под лозунгом «Поставь крест на этой власти!» в форме пикетов, митингов и демонстраций до дня голосования, а также к участию в протестном голосовании с тем, чтобы сделать бюллетени недействительными, а выборы — несостоявшимися, и в организации наблюдения за выборами, чтобы «максимально затруднить фальсификаторам их работу»[44].
- 5 октября 2011 года на пресс-конференции в Москве представители ряда оппозиционных организаций подписали совместную декларацию «О бойкоте выборов 4 декабря», а также рассказали о конкретных механизмах бойкота[45].
- 16 октября 2011 года — у здания ЦИК прошла акция протеста против безальтернативных выборов, организованная «Левым фронтом»[46].
- 27 октября 2011 года — завершилась регистрация партийных списков[47].
- 28 октября 2011 года — в здании ЦИК состоялась жеребьёвка мест в избирательном бюллетене[48], её результаты отражены в соответствующем разделе статьи.
- 31 октября 2011 года — на YouTube было опубликовано видео, на котором сити-менеджер Ижевска Денис Агашин на встрече с активом городских ветеранских организаций объявил о прямой зависимости между объёмом их финансирования и результатом голосования за «Единую Россию». Ролик вызвал скандал, КПРФ и «Яблоко» потребовали наказать Агашина[49]. 18 ноября 2011 г. Ленинский районный суд Ижевска признал Агашина виновным в незаконной агитации и назначил ему штраф[50].
- 5 ноября 2011 года — началась агитация на телевидении и радио.

#### Активная фаза кампании

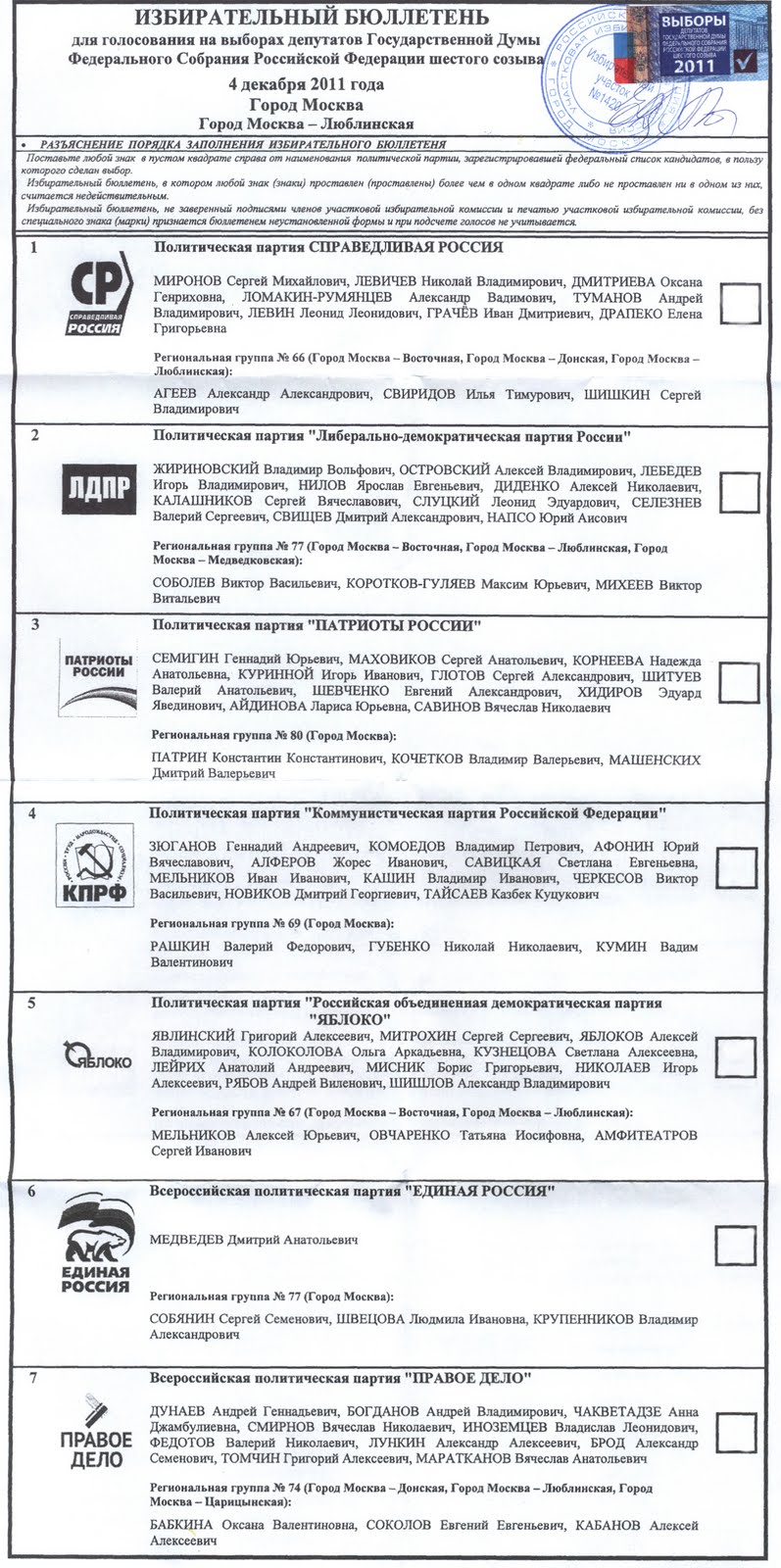
Бюллетень на выборах в Госдуму (Москва)

- 7 ноября 2011 года — скандал вокруг агитационных плакатов московской «Единой России»: блогер Олег Козырев обнаружил, что они похожи на социальную рекламу Мосгоризбиркома[51].
- 13 ноября 2011 года — сторонники КПРФ в Самаре напали на машину «Почты России», намереваясь проверить её на наличие незаконной агитации. 15 ноября гендиректор «Почты» Александр Киселёв пожаловался на партию в Генеральную прокуратуру и потребовал извинений от лидера коммунистов Геннадия Зюганова[52].
- 15 ноября 2011 года — стало известно, что 4 декабря движение «Наши» проведёт в Москве «Форум гражданских активистов» — акцию в поддержку власти и «Единой России». Было объявлено об участии 30 тысяч молодых людей, которые проголосуют по открепительным талонам, показав, таким образом, пример гражданам[53]. Также участники будут патрулировать улицы для предотвращения несанкционированных акций протеста с результатами выборов[54].
- 15 ноября 2011 года — стало известно, что ЦИК обратился в Генпрокуратуру и МИД России с жалобами на наблюдателей ПАСЕ, подозревая их в нарушении российского законодательства. По информации «Газеты. Ru», поводом для этого выступления главы комиссии стала жалоба на пресс-конференцию наблюдателей, поступившая в ЦИК от «Единой России»[55]
- 17 ноября 2011 года — КПРФ потребовала наказать лидера списка «Единой России», президента Д. А. Медведева, и лидера ЕР, премьер-министра В. В. Путина за агитацию с использованием служебного положения[56].
- 18 ноября 2011 года началось досрочное голосование в отдалённых и труднодоступных местностях России, которое охватывает около 150 тысяч избирателей[57].
- 19 ноября 2011 года началось досрочное голосование за рубежом[58].
- 26 ноября 2011 года — в Москве и Санкт-Петербурге прошли митинги против «политической монополии», на которых участники потребовали проведения честных и свободных выборов[59].
- 28 ноября 2011 года — Роскомнадзор запретил радиостанции «Эхо Москвы» трансляцию ролика Партии народной свободы с призывом к голосованию «против всех»[60].
- 2 декабря 2011 года — ассоциация в защиту прав избирателей «Голос» заявила о растущем давлении на неё со стороны властей[61]. Ранее несколько депутатов Госдумы потребовали от Генпрокуратуры проверить её деятельность[62], а суд оштрафовал ассоциацию на 30 тысяч рублей за нарушения избирательного законодательства[63]. 2 декабря телеканал НТВ в рамках цикла «Чрезвычайное происшествие. Расследование» показал фильм «Голос ниоткуда», в котором раскритиковал деятельность организации[64].
В тот же день Медведев выступил с телеобращением к гражданам России. Он призвал россиян прийти на выборы 4 декабря и проголосовать «за будущее России»[65]. Следом показали ролики, где он призывал голосовать за партию «Единая Россия».

#### Основные даты (согласно календарному плану)
- не позднее 2 сентября — публикация списка политических партий, имеющих право принимать участие в выборах
- не ранее 9 сентября и не позднее 29 сентября — выдвижение федерального списка кандидатов на съезде политической партии
- не позднее 29 сентября — представление федерального списка кандидатов и иных документов в ЦИК России
- не позднее 4 октября — формирование территориальных избирательных комиссий
- не позднее 14 октября — образование избирательных участков
- не ранее 19 сентября и не позднее 19 октября 18 часов по московскому времени — представление в ЦИК России документов для регистрации федерального списка кандидатов
- не позднее 19 октября — опубликование списков избирательных участков
- не ранее 3 ноября и не позднее 10 ноября — формирование участковых избирательных комиссий
- не позднее 12 ноября — составление списков избирателей отдельно по каждому избирательному участку
- не позднее 18 ноября — реализация права кандидата отказаться от дальнейшего участия в выборах в составе федерального списка кандидатов (в случае наличия вынуждающих к тому обстоятельств — не позднее 2 декабря 2011 года)
- 4 декабря — выборы
- не позднее 8 декабря — подведение итогов голосования в субъектах РФ
- не позднее 19 декабря — подведение итогов голосования в целом по стране
- не позднее 24 декабря — официальная публикация итогов голосования[66][67]

### Новшества
- Комплексами обработки избирательных бюллетеней — КОИБами — оснащено 4828 участков (около 5 %) в 76 субъектах РФ, комплексами электронного голосования — КЭГами — оборудован 301 участок в 7 субъектах РФ. Всего электронными средствами смогли воспользоваться более 8 миллионов избирателей[68].
- Ещё около 10 тысяч избирательных участков были оборудованы веб-камерами[69].
- Партии, не представленные в Госдуме прошлого созыва, собирали 150 тыс. подписей избирателей, а в дальнейшем число подписей уменьшится до 120 тыс. подписей. Также устанавливается, что партии, представленные в не менее чем одной трети региональных парламентов, освобождаются от сбора подписей. При этом при сборе подписей на выборах депутатов Госдумы на один субъект РФ должно приходиться не более 5 тыс. подписей избирателей. Партии могут собирать подписи с запасом в 5 % (количество брака не может превышать 5 %), а максимальное количество подписей, которые подвергаются проверке, составляет 35 %[70].
- При распределении депутатских мандатов использовался не только основной 7%-й барьер, но и два дополнительных проходных барьера — партии, набравшие более 6 % голосов, получат по 2 мандата, партии, набравшие более 5 % голосов, получат по 1 мандату. На следующих выборах в 2016 году проходной барьер составит 5 %.[71]
- «Единая Россия» впервые приняла участие в теледебатах на федеральных выборах[72].

## Избирательная система
Выборы проходили по пропорциональной избирательной системе — все 450 депутатов избирались по партийным спискам по единому федеральному округу, а затем депутатские мандаты распределялись пропорционально проценту набранных партиями голосов. В качестве участников выборов были зарегистрированы все официально зарегистрированные в РФ политические партии. Последние выборы, на которых для полноценного представительства в Государственной Думе партиям было необходимо преодолеть семипроцентный барьер. Первые и последние выборы, на которых партии, набравшие от 5 до 6 % голосов, получали по одному мандату в Госдуме, набравшие от 6 до 7 % — два мандата. Ни одна из партий не смогла показать подобный результат. По результатам голосования все четыре партии, которые были представлены в нижней палате Федерального собрания V созыва, сохранили своё представительство в Госдуме VI созыва. При этом ни одна другая партия не смогла туда попасть.

## Социологические исследования

### Опросы
| Прогноз                                    | Явка | ЕР   | КПРФ | ЛДПР | СР   | «Яблоко» | ПД   | ПР   |
| ------------------------------------------ | ---- | ---- | ---- | ---- | ---- | -------- | ---- | ---- |
| ВЦИОМ, 19-20 ноября 2011                   | 58 % | 54 % | 17 % | 12 % | 10 % | 3 %      | 2 %  | 2 %  |
| Левада-центр, 18-21 ноября 2011            | —    | 53 % | 20 % | 12 % | 9 %  | 1 %      | 1 %  | <1 % |
| ВЦИОМ, 7 ноября 2011                       | 56 % | 53 % | 17 % | 12 % | 8 %  | 3 %      | 2 %  | 2 %  |
| ИСИ, 4-10 ноября 2011                      | —    | 50 % | 22 % | 13 % | 12 % | 2 %      | 1 %  | 1 %  |
| Левада-центр, 28 октября — 1 ноября 2011   | —    | 51 % | 20 % | 14 % | 7 %  | 4 %      | 1 %  | <1 % |
| Левада-центр, 21-24 октября 2011           | —    | 60 % | 17 % | 11 % | 5 %  | 2 %      | 1 %  | <1 % |
| ИСИ, 11-17 октября 2011                    | —    | 49 % | 24 % | 12 % | 10 % | 3 %      | 1 %  | 2 %  |
| ВЦИОМ, октябрь 2011                        | 56 % | 54 % | 17 % | 11 % | 8 %  | 3 %      | 2 %  | 2 %  |
| Левада-центр, 30 сентября — 2 октября 2011 | —    | 59 % | 18 % | 9 %  | 7 %  | 1 %      | 2 %  | 1 %  |
| Левада-центр, сентябрь 2011                | —    | 57 % | 16 % | 12 % | 6 %  | 3 %      | 2 %  | 1 %  |
| ВЦИОМ, сентябрь 2011                       | 56 % | 55 % | 16 % | 11 % | 7 %  | 2 %      | 5 %  | 2 %  |
| Левада-центр, август 2011                  | —    | 54 % | 18 % | 13 % | 6 %  | 1 %      | 3 %  | 1 %  |
| ВЦИОМ, июль 2011                           | 54 % | 58 % | 15 % | 10 % | 7 %  | 3 %      | 4 %  | 2 %  |
| Левада-центр, июль 2011                    | —    | 54 % | 18 % | 12 % | 7 %  | 2 %      | 2 %  | <1 % |
| Левада-центр, июнь 2011                    | —    | 53 % | 17 % | 13 % | 5 %  | 1 %      | 2 %  | 1 %  |
| Левада-центр, май 2011                     | —    | 57 % | 17 % | 14 % | 4 %  | 1 %      | <1 % | <1 % |
| ВЦИОМ, апрель 2011                         | 52 % | 59 % | 14 % | 9 %  | 10 % | 3 %      | 3 %  | 2 %  |
| Левада-центр, апрель 2011                  | —    | 55 % | 18 % | 12 % | 6 %  | 2 %      | <1 % | <1 % |
| Левада-центр, март 2011                    | —    | 57 % | 18 % | 10 % | 7 %  | 1 %      | <1 % | <1 % |
| Левада-центр, февраль 2011                 | —    | 60 % | 16 % | 11 % | 4 %  | 1 %      | <1 % | <1 % |
|                                            | —    | 57 % | 20 % | 9 %  | 6 %  | <1 %     | <1 % | <1 % |
| ВЦИОМ, ноябрь 2010                         | 51 % | 63 % | 12 % | 7 %  | 9 %  | 4 %      | 3 %  | 3 %  |
| Левада-центр, октябрь 2010                 | —    | 62 % | 16 % | 9 %  | 5 %  | 2 %      | <1 % | <1 % |
|                                            | —    | 56 % | 20 % | 11 % | 7 %  | 1 %      | <1 % | <1 % |
| Левада-центр, февраль 2010                 | —    | 62 % | 15 % | 10 % | 6 %  | 2 %      | <1 % | <1 % |
|                                            | —    | 60 % | 16 % | 10 % | 8 %  | 1 %      | <1 % | <1 % |
| Левада-центр, июнь 2009                    | —    | 62 % | 18 % | 10 % | 5 %  | 1 %      | <1 % | <1 % |
|                                            | —    | 62 % | 17 % | 10 % | 5 %  | 1 %      | <1 % | <1 % |

#### Опросы, проведённые социологическими организациями
В данной таблице процент указывается от общего числа опрошенных, а не от тех, кто собирался голосовать
| опрос                                            | ЕР   | КПРФ | ЛДПР | СР  | «Яблоко» | ПД     | ПР    | такой нет | не стал бы участвовать | затрудняюсь ответить |
| ------------------------------------------------ | ---- | ---- | ---- | --- | -------- | ------ | ----- | --------- | ---------------------- | -------------------- |
| ВЦИОМ, 19-20 ноября 2011                         | 41 % | 10 % | 9 %  | 8 % | 1 %      | 0,5 %  | 0,5 % | —         | 13 %                   | 14 %                 |
| ФОМ, 20 ноября 2011                              | 39 % | 12 % | 10 % | 9 % | 1 %      | <1 %   | 1 %   | —         | 13 %                   | 14 %                 |
| ФОМ, 13 ноября 2011                              | 39 % | 13 % | 11 % | 6 % | 1 %      | <1 %   | <1 %  | —         | 13 %                   | 14 %                 |
| ВЦИОМ, 12 ноября 2011                            | 40 % | 13 % | 9 %  | 7 % | 1 %      | <1 %   | <1 %  | —         | 14 %                   | 13 %                 |
| ИСИ, 4-10 ноября 2011                            | 32 % | 15 % | 9 %  | 8 % | 2 %      | 1 %    | 1 %   | —         | 7 %                    | 33 %                 |
| ФОМ, 6 ноября 2011                               | 42 % | 12 % | 9 %  | 6 % | 1 %      | <1 %   | <1 %  | —         | 13 %                   | 14 %                 |
| ВЦИОМ, 4 ноября 2011                             | 43 % | 12 % | 9 %  | 5 % | 1 %      | 1 %    | <1 %  | —         | 15 %                   | 13 %                 |
| Башкирова и партнёры, октябрь 2011               | 30 % | 11 % | 6 %  | 8 % | —        | —      | —     | 3 %       | 11 %                   | 31 %                 |
| ФОМ, 30 октября 2011                             | 40 % | 12 % | 10 % | 5 % | 1 %      | 1 %    | <1 %  | —         | 15 %                   | 14 %                 |
| ВЦИОМ, 29 октября 2011                           | 43 % | 14 % | 9 %  | 4 % | 1 %      | 1 %    | <1 %  | —         | 14 %                   | 11 %                 |
| ФОМ, 23 октября 2011                             | 42 % | 12 % | 10 % | 5 % | 1 %      | <1 %   | <1 %  | —         | 14 %                   | 12 %                 |
| ВЦИОМ, 22 октября 2011                           | 45 % | 13 % | 7 %  | 5 % | 2 %      | <1 %   | <1 %  | —         | 15 %                   | 11 %                 |
| ФОМ, 16 октября 2011                             | 41 % | 13 % | 10 % | 6 % | 1 %      | <1 %   | <1 %  | —         | 14 %                   | 13 %                 |
| ИСИ, 11-17 октября 2011                          | 32 % | 15 % | 8 %  | 7 % | 2 %      | <1 %   | <1 %  | —         | 27 %                   | 8 %                  |
| ФОМ, 9 октября 2011                              | 41 % | 11 % | 10 % | 5 % | 1 %      | <1 %   | 1 %   | —         | 16 %                   | 14 %                 |
| ФОМ, 2 октября 2011                              | 42 % | 13 % | 9 %  | 4 % | 1 %      | <1 %   | 1 %   | —         | 15 %                   | 14 %                 |
| ФОМ, сентябрь 2011                               | 42 % | 11 % | 10 % | 5 % | 1 %      | 1 %    | <1 %  | —         | 16 %                   | 14 %                 |
| ФОМ, август 2011                                 | 42 % | 10 % | 9 %  | 4 % | 1 %      | 1 %    | <1 %  | —         | 17 %                   | 14 %                 |
| ФОМ, июль 2011                                   | 43 % | 10 % | 9 %  | 5 % | 1 %      | 1 %    | 1 %   | —         | 16 %                   | 13 %                 |
| ФОМ, июнь 2011                                   | 43 % | 10 % | 9 %  | 5 % | 1 %      | 1 %    | 1 %   | —         | 16 %                   | 13 %                 |
| ФОМ, май 2011                                    | 45 % | 11 % | 9 %  | 4 % | 1 %      | <1 %   | 1 %   | —         | 14 %                   | 12 %                 |
| ФОМ, апрель 2011                                 | 45 % | 10 % | 9 %  | 5 % | 1 %      | <1 %   | 1 %   | —         | 15 %                   | 11 %                 |
| ФОМ, март 2011                                   | 46 % | 10 % | 9 %  | 5 % | 1 %      | <1 %   | 1 %   | —         | 14 %                   | 12 %                 |
| ФОМ, февраль 2011                                | 46 % | 10 % | 8 %  | 5 % | 1 %      | <1 %   | 1 %   | —         | 14 %                   | 13 %                 |
| Левада-Центр, январь 2011 (недоступная ссылка)   | 35 % | 12 % | 6 %  | 3 % | <1 %     | <1 %   | <1 %  | —         | 16 %                   | 10 %                 |
| ФОМ, январь 2011                                 | 50 % | 9 %  | 8 %  | 4 % | 1 %      | <1 %   | 1     | —         | 14 %                   | 12 %                 |
| Левада-Центр, декабрь 2010 (недоступная ссылка)  | 45 % | 10 % | 6 %  | 4 % | 2 %      | 1 %    | <1 %  | 5 %       | 12 %                   | 14 %                 |
| ВЦИОМ, ноябрь 2010                               | 52 % | 9 %  | 5 %  | 4 % | 1 %      | <1 % % | <1 %  | —         | 18 %                   | 11 %                 |
| ВЦИОМ, октябрь 2010                              | 50 % | 7 %  | 5 %  | 5 % | 1 %      | <1 %   | 1 %   | —         | 20 %                   | 12 %                 |
| ВЦИОМ, сентябрь 2010                             | 51 % | 7 %  | 5 %  | 4 % | 1 %      | <1 %   | 1 %   | —         | 20 %                   | 13 %                 |
| Левада-Центр, сентябрь 2010 (недоступная ссылка) | 41 % | 10 % | 5 %  | 5 % | 1 %      | <1 %   | <1 %  | 6 %       | 14 %                   | 15 %                 |
| ВЦИОМ, август 2010                               | 50 % | 7 %  | 5 %  | 5 % | 1 %      | <1 %   | 1 %   | —         | 20 %                   | 11 %                 |
| Левада-Центр, июль 2010 (недоступная ссылка)     | 44 % | 13 % | 7 %  | 3 % | <1 %     | <1 %   | <1 %  | 9 %       | 10 %                   | 13 %                 |
| ВЦИОМ, июнь 2010                                 | 52 % | 7 %  | 5 %  | 4 % | 1 %      | <1 %   | 1 %   | —         | 18 %                   | 12 %                 |
| ВЦИОМ, май 2010                                  | 52 % | 8 %  | 5 %  | 5 % | 1 %      | 1 %    | 1 %   | —         | 17 %                   | 11 %                 |
| ВЦИОМ, апрель 2010                               | 52 % | 8 %  | 6 %  | 4 % | 1 %      | <1 %   | 1 %   | —         | 18 %                   | 11 %                 |
| Левада-Центр, апрель 2010 (недоступная ссылка)   | 38 % | 14 % | 8 %  | 5 % | 1 %      | <1 %   | <1 %  | 9 %       | 12 %                   | 14 %                 |
| ВЦИОМ, март 2010                                 | 53 % | 8 %  | 5 %  | 4 % | 1 %      | 1 %    | 1 %   | —         | 19 %                   | 11 %                 |
| ВЦИОМ, февраль 2010                              | 52 % | 8 %  | 5 %  | 4 % | 1 %      | 1 %    | <1 %  | —         | 19 %                   | 12 %                 |
| Левада-Центр, февраль 2010 (недоступная ссылка)  | 44 % | 11 % | 7 %  | 5 % | 1 %      | <1 %   | <1 %  | 5 %       | 13 %                   | 14 %                 |
| ВЦИОМ, январь 2010                               | 54 % | 7 %  | 4 %  | 3 % | 1 %      | <1 %   | <1 %  | —         | 18 %                   | 11 %                 |
| Левада-Центр, апрель 2009 (недоступная ссылка)   | 46 % | 12 % | 8 %  | 4 % | 1 %      | <1 %   | <1 %  | 8 %       | 11 %                   | 10 %                 |

#### Опросы на сайтах СМИ и в социальных сетях
Результаты опросов посетителей ряда интернет-сайтов СМИ, проведённых в ноябре 2011 года, а также в крупнейших блогах и социальных сетях, существенно отличаются от результатов крупных аналитических центров. Это объясняется тем, что на этих ресурсах голосует только целевая аудитория данных ресурсов.
| Опрос                                                                      | Участников | ЕР     | КПРФ   | ЛДПР   | СР     | «Яблоко» | ПД    | ПР    | испорчу бюллетень | не стал бы участвовать | ни за одну из партий |
| -------------------------------------------------------------------------- | ---------- | ------ | ------ | ------ | ------ | -------- | ----- | ----- | ----------------- | ---------------------- | -------------------- |
| Эхо Москвы, 12 декабря 2011                                                | 34326      | 11,8 % | 27,0 % | 3,5 %  | 9,9 %  | 27,1 %   | 0,9 % | 0,6 % | 10,7 %            | 8,5 %                  | -                    |
| Yтро.ru, 22-25 ноября 2011                                                 | 23985      | 8 %    | 35 %   | 10 %   | 13 %   | 11 %     | 1 %   | 1 %   | 6 %               | 7 %                    | 6 %                  |
| Восток-Медиа, 16-27 ноября 2011                                            | 11099      | 8 %    | 34 %   | 17 %   | 8 %    | 6 %      | 1 %   | <1 %  | 13 %              | 11 %                   | -                    |
| Блог Артемия Лебедева, 27 ноября 2011                                      | 12941      | 7,3 %  | 24,1 % | 14,7 % | 16,4 % | 32 %     | 3,7 % | 1,7 % | -                 | -                      | -                    |
| Блог Рустема Адагамова, 28 ноября 2011                                     | 6933       | 3,5 %  | 21,6 % | 8,7 %  | 18,4 % | 25,1 %   | 2,0 % | 5,3 % | -                 | 15,5 %                 | -                    |
| [vkontakte.ru/wall5_1929 Страница] Павла Дурова ВКонтакте, 12 декабря 2011 | 3021921    | 18,1 % | 13,2 % | 25,3 % | 8,6 %  | 7,6 %    | 1,3 % | 1 %   | -                 | 25 %                   | -                    |

### Экзитполы
| Компания       | ЕР     | КПРФ   | СР     | ЛДПР    | «Яблоко» | ПД    | ПР    |
| -------------- | ------ | ------ | ------ | ------- | -------- | ----- | ----- |
| ВЦИОМ          | 48,5 % | 19,8 % | 12,8 % | 11,42 % | 4,17 %   | 1,1 % | 0,9 % |
| ФОМ (на 18:00) | 45,5 % | 21,0 % | 14,0 % | 13,2 %  | 3,6 %    | 0,6 % | 0,9 % |
| ФОМ            | 43,1 % | 21,6 % | 14,4 % | 13,5 %  | 4,5 %    | 0,7 % | 0,9 % |
| ИСИ (на 19:00) | 38,1 % | 23,8 % | 14,1 % | 13,7 %  | 5,3 %    | 0,9 % | 1,6 % |

## Ход голосования
Издание Лента.ру ведёт хронику новостных сообщений о голосовании Хронику дня выборов ведёт агентство «39 регион» (в Калининграде), портал Право.ру
В день выборов несколько крупных интернет-ресурсов, среди которых сайт «Единой России» Ктонарушил.ру, сайт независимой ассоциации Голос, Живого журнала, Эха Москвы, Slon.Ru, журналов «Большой город», The New Times, выборного проекта «Антикарусель», петербургского информационно-политического портала ЗАКС.ру, PublicPost и т. д. подверглись DoS-атаке. По словам главного редактора «Большого города» Филиппа Дзядко, атака на сайт журнала связана с тем, что «сегодня день выборов».
В воскресенье безопасность в стране обеспечивали более 320 тысяч сотрудников полиции и свыше 11,5 тысячи военнослужащих внутренних войск МВД России (из них в Московском регионе — 51,5 тыс. сотрудников полиции, в том числе 2 тыс. сотрудников Внутренних войск). Представитель МВД России отметил, что выборы в российских регионах проходят без значимых нарушений общественного порядка и происшествий. В Санкт-Петербурге было задержано 30 активистов, принимавших участие в несанкционированной акции.
На 17:00 по московскому времени средняя явка избирателей по стране составила 41,9 %, на 18:00 московского времени — 50,4 %.
Итоговая явка составила 60,2 %.

### Подсчёт голосов
По данным Газеты.ру на 0 часов 10 минут 5 декабря 2011 года официальные результаты ЕР по Москве почти вдвое превышают данные exit poll: 46,2 % против 27,6 %
По сообщению ИА REGNUM со ссылкой на лидера калининградских коммунистов Игоря Ревина, «Единая Россия», «видя провальные результаты, пытается исправить положение с помощью „электронной химии“.. в целом по стране мы видим, что зависание системы „ГАС-Выборы“ это стало уже тенденцией в тех регионах, где за „ЕР“ проголосовали мало»

По сообщению Газеты.ру, в Москве наблюдатели от оппозиционных партий на следующий день после выборов в Госдуму обнаружили, что протоколы голосования, которые им выдавали на участках, не совпадают с результатами голосования, опубликованными на сайте Мосгоризбиркома.
5 декабря на пресс-конференции ЦИК России, посвящённой предварительным итогам выборов, Владимир Чуров заявил:

В Центризбирком не поступала информация о нарушениях на избирательных участках на выборах в Госдуму, которые были засняты на видео избирателями. Мы об этом узнаем, когда они поступят в суды, если нас пригласят в качестве третьей стороны.
— В ЦИК не поступала информация о нарушениях, снятых на видео - Чуров // РИА Новости 05/12/2011 11:40

«Я долго смеялся вчера, прочитав на одном из сайтов историю. Говорят: нас собрали 40 человек вместе с журналистами, раздали набрюшнички с пачками бюллетеней за известную партию. Кстати, где они эти бюллетени взяли? Скорее всего, это фальшивки… Потом пришли на участки, подошли к председателю, предупредили: мы сейчас вбросим. Если вы в такие истории верите, то я не столь легковерен»,
— Костюкевич Марина. Выборы не обошлись без криминала и смеха // «Вести FM» 05 декабря, 2011
6 декабря 2011 года по этому случаю было возбуждено уголовное дело.
5 декабря 2011 года, по сообщению Газеты.ру, КПРФ готовит обращение в Верховный суд по поводу нарушений на выборах и фальсификации результатов голосования, а также намерена «в массовом порядке» направить иски в районные суды, оспорив результаты голосования как минимум по 1600 избирательных участков, где, введённые в систему ГАС «Выборы» протоколы не соответствовали протоколам, составленным избиркомами.
5 декабря 2011 года в Москве состоялся митинг против нарушений на выборах, в котором приняло участие, по разным оценкам, от 5000 до 15000 и было задержано 300 человек.

## Результаты

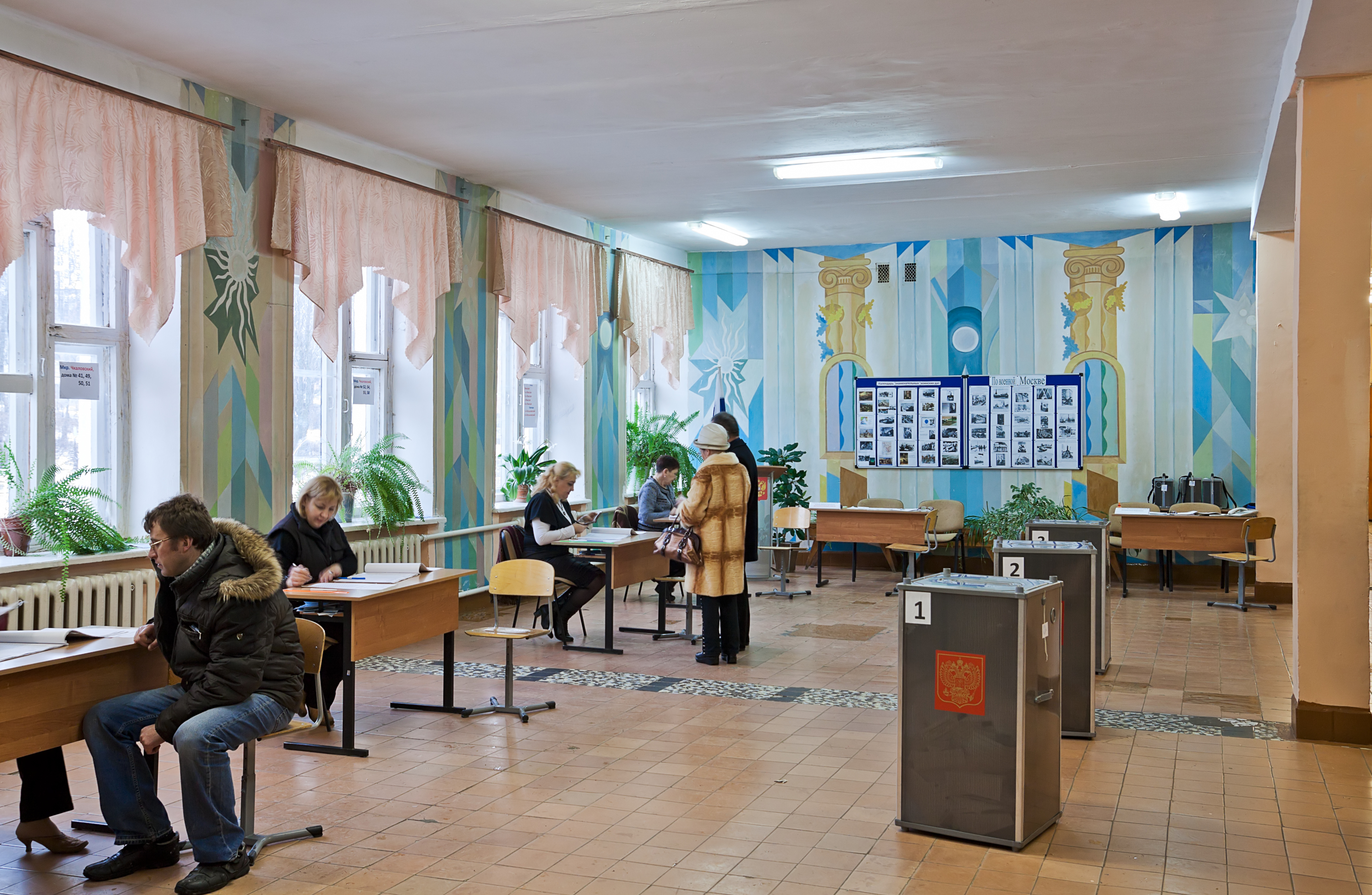
На городском избирательном участке

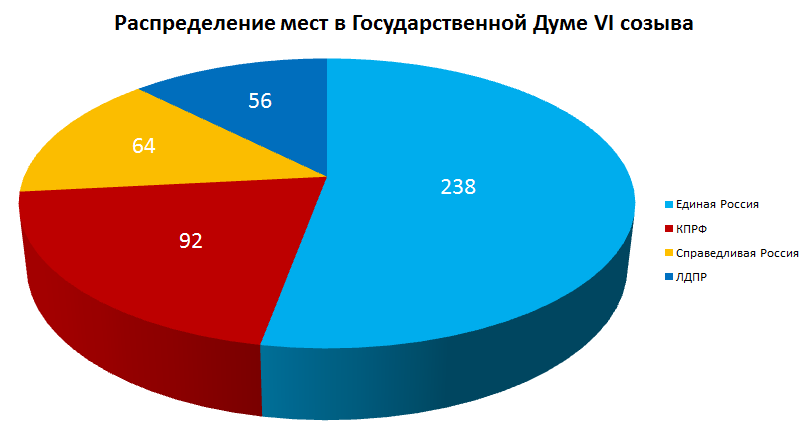
Диаграмма состава Государственной думы Российской Федерации 6 созыва

Вечером 9 декабря на совещании ЦИК были объявлены окончательные результаты выборов. Постановление ЦИК об утверждении результатов было опубликовано в федеральном выпуске РГ от 10 декабря 2011.
|                             |                             |             |        |         |               |      |  |
| Партия                      | Партия                      | Голосов     | %      | +/– (%) | Мест получено | +/–  |  |
|                             | Единая Россия               | 32 379 135  | 49,32  | ▼ 14,98 | 238           | ▼ 77 |  |
|                             | КПРФ                        | 12 599 507  | 19,19  | ▲ 7,62  | 92            | ▲ 35 |  |
|                             | Справедливая Россия         | 8 695 522   | 13,24  | ▲ 5,50  | 64            | ▲ 26 |  |
|                             | ЛДПР                        | 7 664 570   | 11,67  | ▲ 3,53  | 56            | ▲ 16 |  |
|                             | РОДП «Яблоко»               | 2 252 403   | 3,43   | ▲ 1,84  | 0             | ▬    |  |
|                             | Патриоты России             | 615 417     | 0,97   | ▲ 0,08  | 0             | ▬    |  |
|                             | Правое дело                 | 392 806     | 0,60   | ▼ 0,36  | 0             | ▬    |  |
|                             |                             |             |        |         |               |      |  |
| Действительных бюллетеней   | Действительных бюллетеней   | 64 623 062  | 98,43  |         |               |      |  |
| Недействительных бюллетеней | Недействительных бюллетеней | 1 033 464   | 1,57   |         |               |      |  |
| Всего                       | Всего                       | 69 537 065  | 100,00 |         | 450           |      |  |
| Явка избирателей            | Явка избирателей            | 109 237 780 | 60,21  |         |               |      |  |
| Источник:                   |                             |             |        |         |               |      |  |

### Распределение мандатов
Мандаты распределялись между списками кандидатов пропорционально числу голосов, поданных за каждый список. Для корректного распределения мандатов между списками используется избирательная квота (или первое избирательное частное). Методика распределения мандатов основана на методе наибольших остатков (квоте Хэра).
Избирательная квота вычисляется следующим образом:
1. Число голосов, полученное в совокупности списками кандидатов, допущенными к распределению мандатов, делится на число распределяемых мандатов (то есть на 450). Результат деления представляет собой первое избирательное частное.
2. Число голосов, полученное каждым списком, допущенным к распределению мандатов, делится на первое избирательное частное. Целая часть частного от этого деления есть число мандатов, получаемых списком в результате первичного распределения мандатов.
3. Оставшиеся мандаты распределяют вторично: мандаты получают по одному списки, у которых оказалась наибольшая дробная часть частного от деления числа полученных голосов на первое избирательное частное.

| Место                     | Место                     | Партия                    | Число голосов                | Число голосов / 1-е избирательное частное | Число мандатов              | Число мандатов              | Число мандатов |
| Место                     | Место                     | Партия                    | Число голосов                | Число голосов / 1-е избирательное частное | при первичном распределении | при вторичном распределении | всего          |
| ------------------------- | ------------------------- | ------------------------- | ---------------------------- | ----------------------------------------- | --------------------------- | --------------------------- | -------------- |
|                           | 1.                        | «Единая Россия»           | 32 379 135                   | 237,54                                    | 237                         | 1                           | 238            |
|                           | 2.                        | КПРФ                      | 12 599 507                   | 92,43                                     | 92                          | 0                           | 92             |
|                           | 3.                        | «Справедливая Россия»     | 8 695 522                    | 63,79                                     | 63                          | 1                           | 64             |
|                           | 4.                        | ЛДПР                      | 7 664 570                    | 56,23                                     | 56                          | 0                           | 56             |
|                           |                           |                           |                              |                                           |                             |                             |                |
| Всего                     | Всего                     | Всего                     | 61 338 734                   |                                           | 448                         | 2                           | 450            |
| 1-е избирательное частное | 1-е избирательное частное | 1-е избирательное частное | 61 338 734 / 450 = 136 308,3 | 450                                       | остаток 2 (450—448 = 2)     |                             |                |

На выборах 2011 года (как и на выборах 2007 года) в списках кандидатов предусматривалось наличие нескольких групп федеральной и региональных. При этом в федеральной части списка могло было быть не более 10 кандидатов, а количество региональных групп должно было составлять не менее 70. Региональные группы могли включать отдельный субъект Российской Федерации, несколько субъектов страны, образующих единую территорию, или часть большого субъекта (имеющего более 1,3 млн). В избирательном бюллетене указывались все кандидаты из федеральной части списка и три кандидата из соответствующей региональной группы. При распределении мандатов внутри списка использовалось следующее правило: вначале мандаты получали кандидаты из федеральной части, а оставшиеся — распределялись между региональными группами по методике, аналогичной методике распределения мандатов между списками.

### Выборы в цифрах
По официальным данным предоставленным ЦИК явка на выборах в Государственную думу 6-го созыва составила 60,1 %.
| Данные по голосованию                          | Человек     | Процент | Сравнительно с выборами 2003 года (в %) |
| ---------------------------------------------- | ----------- | ------- | --------------------------------------- |
| Избирателей в списках                          | 109 237 780 | 100 %   | ▲0,085 %*                               |
| Число выданных избирательных бюллетеней (явка) | 65 656 526  | 60,10 % | ▼5,68 %                                 |
| Голосовало досрочно                            | 170 710     | 0,26 %  | ▲15,37 %                                |
| Голосовало вне помещения                       | 4 353 443   | 6,63 %  | ▼1,68 %                                 |
| Голосовало по открепительным                   | 1 257 968   | 1,92 %  | ▲7,60 %                                 |
| Испортили бюллетени                            | 1 033 464   | 1,57 %  | ▲35,99 %                                |

* за 100 % принимается количество избирателей внесённых в списки на выборах 2007 года (109 145 517 человек).

### Результаты по регионам

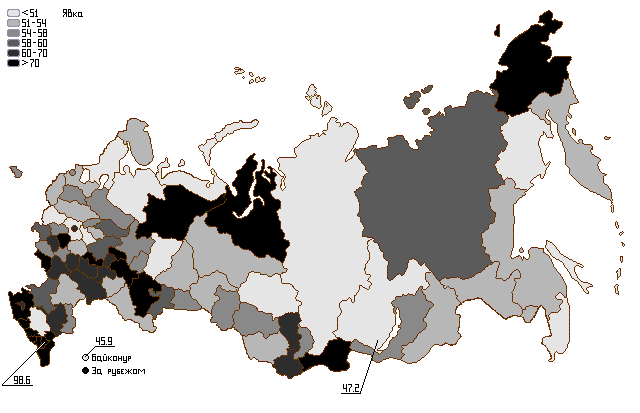
Явка по регионам

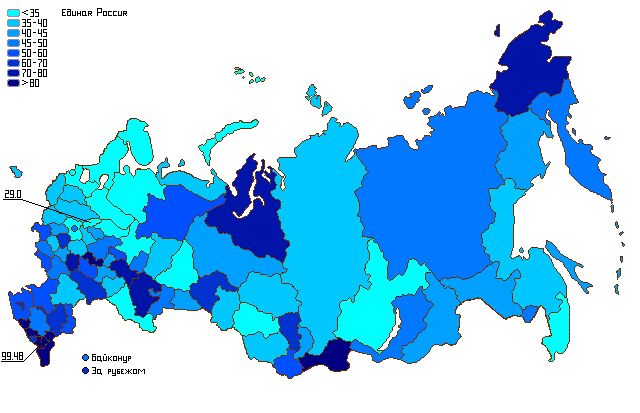
Результат «Единой России» по регионам

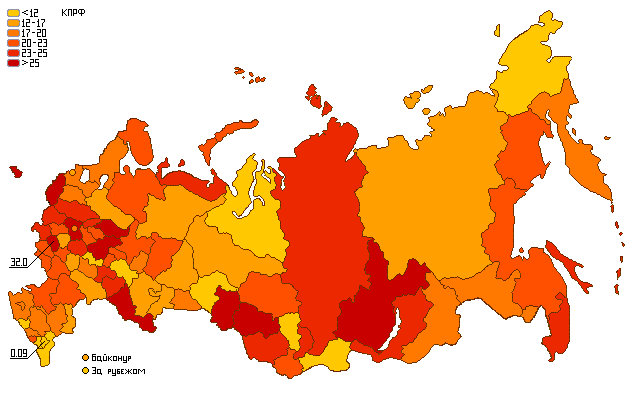
Результат КПРФ по регионам

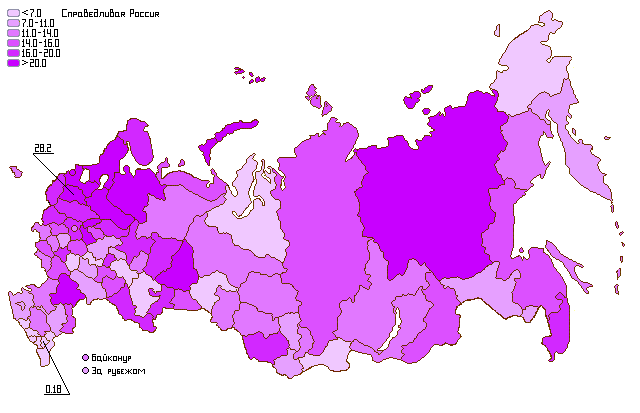
Результат «Справедливой России» по регионам

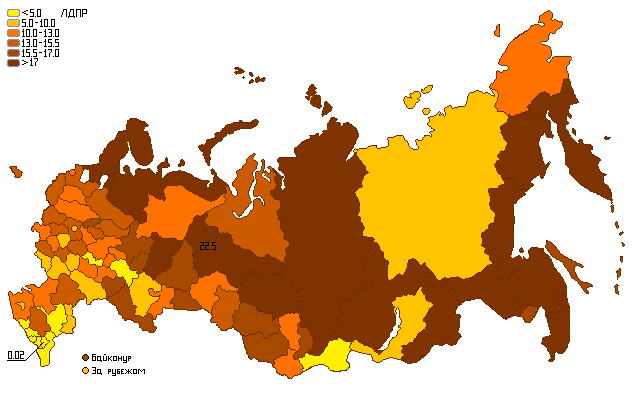
Результат ЛДПР по регионам

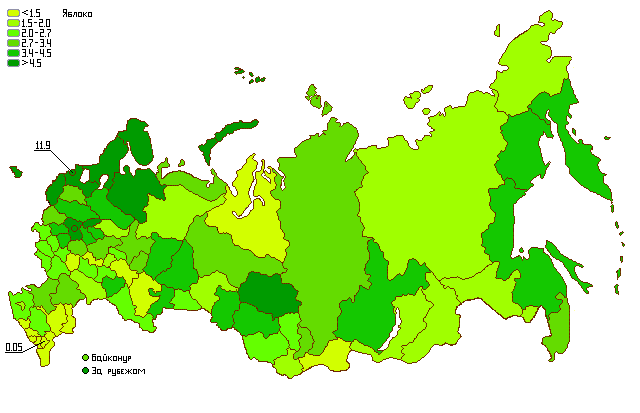
Результат «Яблока» по регионам

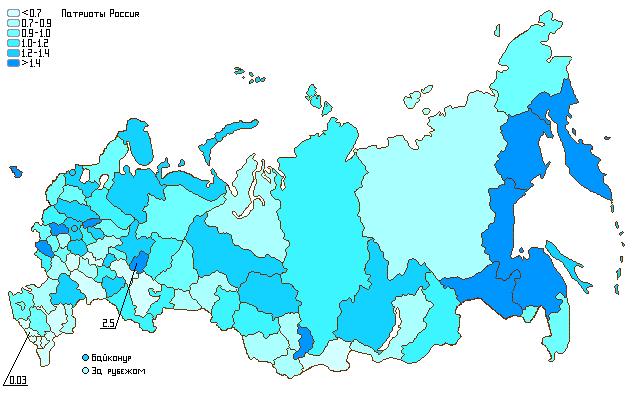
Результат «Патриотов России» по регионам

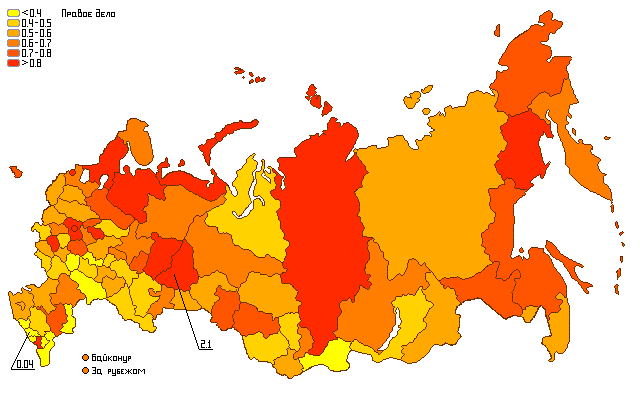
Результат «Правого дела» по регионам

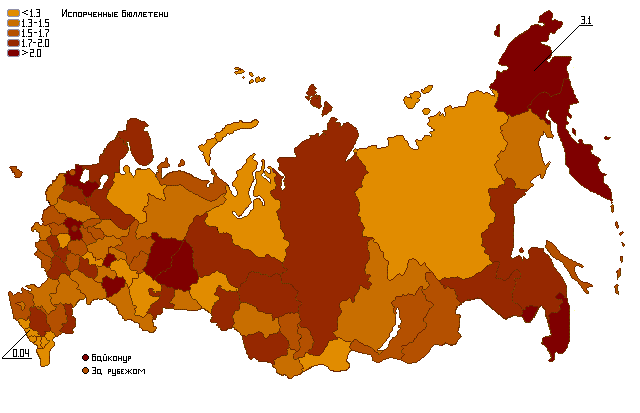
Процент испорченных бюллетеней по регионам

Сводная таблица результатов партий в регионах:
| Регион                                   | Явка     | ЕР      | КПРФ   | СР     | ЛДПР   | «Яблоко» | ПР     | ПД     | Испорченные бюллетени |
| ---------------------------------------- | -------- | ------- | ------ | ------ | ------ | -------- | ------ | ------ | --------------------- |
| Приморский край                          | 48,8 %   | 33,0 %  | 23,2 % | 18,1 % | 18,7 % | 3,0 %    | 0,9 %  | 0,5 %  | 2,4 %                 |
| Хабаровский край                         | 53,0 %   | 38,1 %  | 20,5 % | 14,1 % | 19,8 % | 3,7 %    | 1,4 %  | 0,7 %  | 1,7 %                 |
| Амурская область                         | 53,7 %   | 43,5 %  | 19,2 % | 10,3 % | 21,0 % | 1,9 %    | 1,7 %  | 0,7 %  | 1,7 %                 |
| Республика Саха                          | 59,3 %   | 49,2 %  | 16,4 % | 21,8 % | 8,5 %  | 1,7 %    | 0,8 %  | 0,5 %  | 1,2 %                 |
| Сахалинская область                      | 48,7 %   | 41,9 %  | 23,4 % | 11,8 % | 16,0 % | 3,4 %    | 1,2 %  | 0,7 %  | 1,6 %                 |
| Камчатский край                          | 53,1 %   | 45,3 %  | 17,1 % | 10,1 % | 18,6 % | 4,1 %    | 2,2 %  | 0,6 %  | 2,1 %                 |
| Магаданская область                      | 50,6 %   | 41,0 %  | 22,8 % | 11,6 % | 17,4 % | 3,5 %    | 1,9 %  | 0,8 %  | 1,3 %                 |
| Еврейская автономная область             | 52,0 %   | 48,1 %  | 19,8 % | 10,5 % | 15,7 % | 1,9 %    | 0,9 %  | 0,5 %  | 2,5 %                 |
| Чукотский автономный округ               | 74,2 %   | 70,3 %  | 6,7 %  | 5,4 %  | 11,2 % | 1,7 %    | 0,9 %  | 0,7 %  | 3,1 %                 |
| Красноярский край                        | 49,4 %   | 36,7 %  | 23,6 % | 15,9 % | 17,0 % | 3,2 %    | 1,0 %  | 0,9 %  | 1,8 %                 |
| Иркутская область                        | 47,2 %   | 34,9 %  | 27,8 % | 13,4 % | 17,3 % | 3,4 %    | 1,2 %  | 0,6 %  | 1,4 %                 |
| Забайкальский край                       | 53,6 %   | 43,3 %  | 18,6 % | 14,1 % | 19,2 % | 1,7 %    | 1,1 %  | 0,5 %  | 1,5 %                 |
| Республика Бурятия                       | 56,7 %   | 49,0 %  | 24,3 % | 12,6 % | 9,5 %  | 1,9 %    | 0,8 %  | 0,4 %  | 1,5 %                 |
| Республика Хакасия                       | 56,2 %   | 40,1 %  | 23,6 % | 13,7 % | 16,0 % | 2,7 %    | 1,6 %  | 0,6 %  | 1,6 %                 |
| Республика Тыва                          | 83,7 %   | 85,3 %  | 3,9 %  | 6,7 %  | 2,1 %  | 0,5 %    | 0,3 %  | 0,2 %  | 1,0 %                 |
| Новосибирская область                    | 56,8 %   | 33,8 %  | 30,3 % | 12,7 % | 15,7 % | 4,3 %    | 1,1 %  | 0,7 %  | 1,4 %                 |
| Кемеровская область                      | 69,7 %   | 64,6 %  | 10,5 % | 7,9 %  | 12,1 % | 2,2 %    | 0,8 %  | 0,4 %  | 1,5 %                 |
| Алтайский край                           | 51,4 %   | 37,2 %  | 24,7 % | 16,1 % | 16,6 % | 2,4 %    | 0,7 %  | 0,4 %  | 1,9 %                 |
| Омская область                           | 55,7 %   | 39,6 %  | 25,6 % | 13,4 % | 14,2 % | 3,5 %    | 1,0 %  | 0,7 %  | 1,9 %                 |
| Ханты-Мансийский автономный округ — Югра | 53,1 %   | 41,0 %  | 16,1 % | 13,8 % | 22,5 % | 2,8 %    | 1,3 %  | 0,6 %  | 1,8 %                 |
| Тюменская область                        | 53,1 %   | 65,1 %  | 11,2 % | 6,8 %  | 12,9 % | 1,7 %    | 0,8 %  | 0,5 %  | 1,0 %                 |
| Томская область                          | 50,5 %   | 37,5 %  | 22,4 % | 13,4 % | 17,8 % | 4,7 %    | 1,3 %  | 1,0 %  | 1,9 %                 |
| Ямало-Ненецкий автономный округ          | 75,6 %   | 71,7 %  | 6,6 %  | 4,7 %  | 13,6 % | 1,2 %    | 0,7 %  | 0,4 %  | 1,1 %                 |
| Республика Алтай                         | 62,8 %   | 53,3 %  | 21,5 % | 10,3 % | 10,6 % | 1,5 %    | 0,8 %  | 0,5 %  | 1,3 %                 |
| Свердловская область                     | 51,0 %   | 32,7 %  | 16,8 % | 24,7 % | 16,0 % | 4,3 %    | 0,9 %  | 2,1 %  | 2,5 %                 |
| Республика Башкортостан                  | 79,3 %   | 70,5 %  | 15,6 % | 5,5 %  | 5,2 %  | 1,2 %    | 0,5 %  | 0,4 %  | 1,0 %                 |
| Челябинская область                      | 59,5 %   | 49,4 %  | 14,9 % | 16,9 % | 12,1 % | 3,5 %    | 1,0 %  | 0,6 %  | 1,7 %                 |
| Пермский край                            | 48,0 %   | 36,3 %  | 21,0 % | 16,4 % | 17,9 % | 4,3 %    | 1,1 %  | 0,8 %  | 2,2 %                 |
| Оренбургская область                     | 51,2 %   | 34,9 %  | 26,2 % | 16,8 % | 16,9 % | 2,4 %    | 1,0 %  | 0,4 %  | 1,4 %                 |
| Удмуртская республика                    | 56,6 %   | 45,1 %  | 19,5 % | 11,2 % | 16,6 % | 2,8 %    | 2,5 %  | 0,7 %  | 1,5 %                 |
| Курганская область                       | 56,5 %   | 44,4 %  | 19,6 % | 14,5 % | 16,9 % | 2,0 %    | 0,8 %  | 0,5 %  | 1,3 %                 |
| Республика Татарстан                     | 79,5 %   | 77,8 %  | 10,6 % | 5,3 %  | 3,5 %  | 1,1 %    | 0,4 %  | 0,4 %  | 0,9 %                 |
| Самарская область                        | 52,9 %   | 39,1 %  | 23,3 % | 14,5 % | 15,8 % | 3,8 %    | 1,2 %  | 0,5 %  | 2,0 %                 |
| Саратовская область                      | 67,2 %   | 64,9 %  | 13,8 % | 10,1 % | 7,2 %  | 1,7 %    | 0,6 %  | 0,3 %  | 1,4 %                 |
| Волгоградская область                    | 51,8 %   | 36,2 %  | 22,9 % | 21,3 % | 13,3 % | 3,4 %    | 1,1 %  | 0,6 %  | 1,4 %                 |
| Пензенская область                       | 64,9 %   | 56,3 %  | 19,8 % | 8,7 %  | 10,1 % | 2,1 %    | 0,7 %  | 0,4 %  | 1,9 %                 |
| Ульяновская область                      | 60,4 %   | 43,6 %  | 23,1 % | 15,6 % | 12,6 % | 2,3 %    | 1,0 %  | 0,5 %  | 1,4 %                 |
| Астраханская область                     | 55,6 %   | 58,1 %  | 14,3 % | 15,2 % | 8,5 %  | 1,0 %    | 0,7 %  | 0,3 %  | 1,7 %                 |
| Республика Калмыкия                      | 63,2 %   | 66,1 %  | 18,4 % | 7,2 %  | 4,0 %  | 1,4 %    | 0,6 %  | 0,7 %  | 1,6 %                 |
| Нижегородская область                    | 59,2 %   | 45,0 %  | 28,5 % | 10,5 % | 10,6 % | 2,8 %    | 0,8 %  | 0,5 %  | 1,3 %                 |
| Кировская область                        | 54,1 %   | 34,9 %  | 22,7 % | 19,8 % | 16,7 % | 2,7 %    | 1,2 %  | 0,6 %  | 1,5 %                 |
| Чувашская республика                     | 61,6 %   | 43,4 %  | 20,9 % | 18,8 % | 10,7 % | 1,6 %    | 1,3 %  | 0,4 %  | 2,9 %                 |
| Республика Мордовия                      | 94,2 %   | 91,6 %  | 4,5 %  | 1,3 %  | 1,5 %  | 0,3 %    | 0,1 %  | 0,1 %  | 0,5 %                 |
| Республика Марий Эл                      | 71,3 %   | 52,2 %  | 20,7 % | 10,6 % | 11,7 % | 2,0 %    | 0,9 %  | 0,6 %  | 1,3 %                 |
| Краснодарский край                       | 72,8 %   | 56,3 %  | 17,5 % | 10,8 % | 10,4 % | 2,0 %    | 0,9 %  | 0,5 %  | 1,6 %                 |
| Ростовская область                       | 59,4 %   | 50,2 %  | 20,8 % | 13,3 % | 10,2 % | 2,9 %    | 0,8 %  | 0,5 %  | 1,3 %                 |
| Республика Дагестан                      | 81,1 %   | 82,8 %  | 11,3 % | 2,7 %  | 1,9 %  | 0,4 %    | 0,3 %  | 0,1 %  | 0,4 %                 |
| Ставропольский край                      | 50,8 %   | 49,2 %  | 18,4 % | 11,8 % | 15,3 % | 2,1 %    | 0,9 %  | 0,4 %  | 1,9 %                 |
| Чеченская Республика                     | 98,6 %   | 99,48 % | 0,09 % | 0,18 % | 0,02 % | 0,05 %   | 0,07 % | 0,04 % | 0,07 %                |
| Республика Северная Осетия - Алания      | 85,6 %   | 67,9 %  | 21,7 % | 6,0 %  | 2,2 %  | 0,3 %    | 0,4 %  | 0,3 %  | 1,2 %                 |
| Кабардино-Балкарская республика          | 98,2 %   | 81,3 %  | 18,2 % | 0,2 %  | 0,08 % | 0,07 %   | 0,03 % | 0,04 % | 0,04 %                |
| Республика Адыгея                        | 65,9 %   | 61,0 %  | 18,2 % | 8,5 %  | 7,8 %  | 1,8 %    | 0,9 %  | 0,5 %  | 1,4 %                 |
| Карачаево-Черкесская республика          | 93,2 %   | 89,8 %  | 8,8 %  | 0,5 %  | 0,3 %  | 0,1 %    | 0,1 %  | 0,1 %  | 0,2 %                 |
| Республика Ингушетия                     | 86,2 %   | 91,0 %  | 2,9 %  | 2,3 %  | 0,4 %  | 0,8 %    | 0,3 %  | 1,5 %  | 0,8 %                 |
| Москва                                   | 61,7 %   | 46,6 %  | 19,3 % | 12,1 % | 9,4 %  | 8,5 %    | 1,3 %  | 0,8 %  | 1,7 %                 |
| Московская область                       | 50,7 %   | 32,5 %  | 25,9 % | 16,0 % | 14,4 % | 6,1 %    | 1,3 %  | 1,0 %  | 2,8 %                 |
| Владимирская область                     | 48,9 %   | 38,3 %  | 20,5 % | 21,5 % | 12,9 % | 3,5 %    | 1,1 %  | 0,6 %  | 1,5 %                 |
| Тульская область                         | 72,8 %   | 61,3 %  | 15,1 % | 8,5 %  | 9,2 %  | 3,5 %    | 0,8 %  | 0,4 %  | 1,2 %                 |
| Тверская область                         | 53,4 %   | 38,4 %  | 23,2 % | 19,8 % | 11,7 % | 3,8 %    | 1,2 %  | 0,5 %  | 1,3 %                 |
| Ярославская область                      | 55,9 %   | 29,0 %  | 24,0 % | 22,6 % | 15,5 % | 4,8 %    | 1,8 %  | 0,7 %  | 1,6 %                 |
| Брянская область                         | 59,9 %   | 50,1 %  | 23,3 % | 11,2 % | 10,6 % | 2,0 %    | 0,9 %  | 0,4 %  | 1,4 %                 |
| Рязанская область                        | 52,7 %   | 39,8 %  | 23,6 % | 15,1 % | 15,1 % | 3,1 %    | 1,2 %  | 0,7 %  | 1,6 %                 |
| Ивановская область                       | 52,9 %   | 40,1 %  | 22,5 % | 15,6 % | 14,8 % | 3,5 %    | 1,2 %  | 0,8 %  | 1,5 %                 |
| Смоленская область                       | 49,6 %   | 36,2 %  | 24,2 % | 18,6 % | 14,8 % | 2,9 %    | 1,1 %  | 0,5 %  | 1,6 %                 |
| Калужская область                        | 57,5 %   | 40,5 %  | 21,9 % | 15,6 % | 14,4 % | 4,1 %    | 1,4 %  | 0,6 %  | 1,6 %                 |
| Орловская область                        | 64,7 %   | 38,9 %  | 32,0 % | 11,2 % | 12,2 % | 2,1 %    | 0,9 %  | 0,8 %  | 1,8 %                 |
| Костромская область                      | 58,6 %   | 30,7 %  | 28,0 % | 18,0 % | 15,4 % | 3,0 %    | 0,9 %  | 0,4 %  | 1,3 %                 |
| Воронежская область                      | 64,3 %   | 49,5 %  | 21,8 % | 14,4 % | 8,8 %  | 2,2 %    | 0,8 %  | 0,4 %  | 1,9 %                 |
| Белгородская область                     | 75,5 %   | 51,2 %  | 22,4 % | 11,6 % | 9,6 %  | 2,1 %    | 1,0 %  | 0,4 %  | 1,6 %                 |
| Курская область                          | 54,7 %   | 45,7 %  | 20,7 % | 14,4 % | 13,5 % | 2,3 %    | 1,4 %  | 0,5 %  | 1,5 %                 |
| Липецкая область                         | 57,1 %   | 40,3 %  | 22,8 % | 16,6 % | 14,3 % | 2,5 %    | 0,9 %  | 0,5 %  | 1,9 %                 |
| Тамбовская область                       | 68,3 %   | 66,7 %  | 16,5 % | 6,0 %  | 7,1 %  | 1,4 %    | 0,5 %  | 0,3 %  | 1,5 %                 |
| Архангельская область                    | 49,8 %   | 31,9 %  | 20,2 % | 22,1 % | 18,2 % | 4,5 %    | 1,2 %  | 0,8 %  | 1,2 %                 |
| Вологодская область                      | 56,3 %   | 33,4 %  | 16,8 % | 27,1 % | 15,4 % | 3,5 %    | 1,3 %  | 0,7 %  | 1,8 %                 |
| Республика Коми                          | 70,5 %   | 58,8 %  | 13,5 % | 11,5 % | 11,9 % | 1,5 %    | 0,9 %  | 0,6 %  | 1,3 %                 |
| Мурманская область                       | 51,8 %   | 32,0 %  | 21,8 % | 19,7 % | 18,1 % | 4,7 %    | 1,2 %  | 0,6 %  | 1,9 %                 |
| Республика Карелия                       | 50,2 %   | 32,3 %  | 19,3 % | 20,6 % | 17,9 % | 6,2 %    | 0,9 %  | 0,9 %  | 1,9 %                 |
| Ненецкий автономный округ                | 56,1 %   | 36,0 %  | 24,8 % | 15,0 % | 17,5 % | 2,8 %    | 1,3 %  | 1,1 %  | 1,5 %                 |
| Санкт-Петербург                          | 54,5 %   | 35,4 %  | 15,3 % | 23,7 % | 10,3 % | 11,6 %   | 1,2 %  | 0,9 %  | 1,6 %                 |
| Ленинградская область                    | 51,8 %   | 33,7 %  | 17,3 % | 25,1 % | 14,7 % | 5,0 %    | 1,2 %  | 0,6 %  | 2,5 %                 |
| Калининградская область                  | 54,6 %   | 37,1 %  | 25,5 % | 13,3 % | 14,1 % | 5,5 %    | 2,2 %  | 0,7 %  | 1,6 %                 |
| Псковская область                        | 52,9 %   | 36,7 %  | 25,1 % | 16,4 % | 13,9 % | 5,1 %    | 0,9 %  | 0,5 %  | 1,4 %                 |
| Новгородская область                     | 56,7 %   | 35,3 %  | 19,0 % | 28,2 % | 11,6 % | 3,1 %    | 0,9 %  | 0,5 %  | 1,8 %                 |
| Байконур                                 | 52,8 %   | 48,4 %  | 16,3 % | 11,9 % | 15,6 % | 2,9 %    | 1,3 %  | 0,6 %  | 3,2 %                 |
| За пределами РФ*                         | 92,5 % * | 63,9 %  | 11,7 % | 7,1 %  | 7,3 %  | 7,0 %    | 0,8 %  | 0,6 %  | 1,6 %                 |

*В списки избирателей на территориях находящихся за пределами Российской Федерации было включено 320455 избирателей, в ходе голосования было подано 296537 бюллетеней, в посольствах проголосовать мог любой гражданин России, предоставивший российский загранпаспорт, свидетельство на возвращение, дипломатический паспорт или паспорт моряка.

### Распределение мест по регионам
Первое место во всех субъектах федерации заняла правящая партия «Единая Россия» с результатом в диапазоне от 29,04 % (Ярославская область) до 99,48 % (Чеченская Республика)
| 2 место                          | 3 место                                           | 4 место                          |
| 2 место                          | 3 место                                           | 4 место                          |
| в целом по стране — КПРФ 19,19 % | в целом по стране — «Справедливая Россия» 13,24 % | в целом по стране — ЛДПР 11,67 % |

| 5 место                             | 6 место                                      | 7 место                                 |
| 5 место                             | 6 место                                      | 7 место                                 |
| в целом по стране — «Яблоко» 3,43 % | в целом по стране — «Патриоты России» 0,97 % | в целом по стране — «Правое дело» 0,6 % |

## Альтернативные результаты выборов
После выборов в интернете была организована кампания сбора копий протоколов по регионам для выявления фактов переписывания итоговых протоколов в пользу каких-либо партий. Собраны данные по примерно 1000 избирательных участков из 96 500, что составляет около 1 % от всех избирательных участков. В январе 2012 года заместитель исполнительного директора ассоциации «Голос» Григорий Мельконьянц отметил, что партии крайне неохотно присылают копии протоколов своих наблюдателей:

Мы бросили клич, чтобы наблюдатели присылали нам копии протоколов, которые расходятся с официальными. Нам прислали более 700 таких протоколов. Мы опубликовали в интернете те из них, которые расходятся с официальными данными и заслуживают доверия. Таких оказалось 520. В эти 520 протоколов входят и те, которые получили сотрудники нашей ассоциации. У нас была выборка по 40 регионам, где работали 1700 наших наблюдателей. По нашей статистике, 10 % тех протоколов, которые получили наблюдатели от «Голоса», были переписаны. Электоральная статистика, которую мы сейчас анализируем, говорит о том, что ЕР добавили примерно 10-15 млн голосов. К сожалению, те копии протоколов, которые у нас есть от партий, это вершина айсберга. Мы их получили в основном от «Яблока». Остальные партии не давали нам копии протоколов своих наблюдателей. Так что если «потрясти» политические партии, то картина будет другая. В целом же избирательные участки можно разделить на три группы по степени честности проведения выборов: 1) где всё было честно; 2) где фальсификации проходили днём во время голосования, с помощью «каруселей», открепительных и т. д. — здесь на выходе получается «чистый» протокол, который не надо переписывать; 3) участки, где голосование, подсчёт голосов и составление протокола проходили нормально, а затем протокол был переписан. То есть, те 10 % переписанных протоколов — это данные без учёта других нарушений.

В июне 2012 года на заседании КГИ исполнительный директор «Голоса» Лилия Шибанова упрекнула партии в том, что они не хотят организовывать совместные группы по сбору результатов выборов: «Это вопрос к политикам. Уж сколько мы обращались с просьбой создать единый комитет по сбору данных, единый обучающий центр. Всё это наталкивается на внутрипартийные споры».
| Регион                | Подмен итоговых цифр | Единая Россия            | Единая Россия                             | Единая Россия | КПРФ                     | КПРФ                                      | КПРФ    | Справедливая Россия      | Справедливая Россия                       | Справедливая Россия | ЛДПР                     | ЛДПР                                      | ЛДПР    |
| Регион                | Подмен итоговых цифр | Офици- альные данные ЦИК | Данные альтерна- тивного подсчёта голосов | Разница       | Офици- альные данные ЦИК | Данные альтерна- тивного подсчёта голосов | Разница | Офици- альные данные ЦИК | Данные альтерна- тивного подсчёта голосов | Разница             | Офици- альные данные ЦИК | Данные альтерна- тивного подсчёта голосов | Разница |
| --------------------- | -------------------- | ------------------------ | ----------------------------------------- | ------------- | ------------------------ | ----------------------------------------- | ------- | ------------------------ | ----------------------------------------- | ------------------- | ------------------------ | ----------------------------------------- | ------- |
| Нижегородская область | 211                  | 44,6 %                   | 31,3 %                                    | ▼13,3 %       | 28,8 %                   | 34,6 %                                    | ▲5,8 %  | 10,6 %                   | 14,2 %                                    | ▲3,6 %              | 10,7 %                   | 11,9 %                                    | ▲1,2 %  |
| Санкт-Петербург       | 75                   | 35,4 %                   | 26,2 %                                    | ▼9,2 %        | 15,3 %                   | 17,0 %                                    | ▲1,7 %  | 23,7 %                   | 27,8 %                                    | ▲4,1 %              | 10,3 %                   | 11,2 %                                    | ▲0,9 %  |
| Москва                | 45                   | 46,6 %                   | 32,6 %                                    | ▼14,0 %       | 19,4 %                   | 23,3 %                                    | ▲3,9 %  | 12,1 %                   | 15,5 %                                    | ▲3,4 %              | 9,4 %                    | 11,2 %                                    | ▲1,8 %  |
| Московская область    | 37                   | 32,8 %                   | 29,7 %                                    | ▼3,0 %        | 25,5 %                   | 26,7 %                                    | ▲1,2 %  | 15,9 %                   | 16,7 %                                    | ▲0,8 %              | 14,3 %                   | 14,1 %                                    | ▼0,2 %  |
| Краснодарский край    | 36                   | 56,2 %                   | 42,7 %                                    | ▼13,5 %       | 17,6 %                   | 19,9 %                                    | ▲2,3 %  | 10,8 %                   | 13,8 %                                    | ▲3,0 %              | 10,5 %                   | 13,9 %                                    | ▲3,4 %  |
| Ростовская область    | 37                   | 50,2 %                   | 39,8 %                                    | ▼10,4 %       | 20,8 %                   | 25,8 %                                    | ▲5,0 %  | 13,3 %                   | 16,1 %                                    | ▲2,8 %              | 10,5 %                   | 12,7 %                                    | ▲2,2 %  |
| Костромская область   | 26                   | 30,7 %                   | 36,4 %                                    | ▲5,7 %        | 28,8 %                   | 27,6 %                                    | ▼1,2 %  | 18,6 %                   | 17,7 %                                    | ▼0,9 %              | 16,0 %                   | 14,1 %                                    | ▼1,9 %  |
| Республика Тыва       | 22                   | 85,3 %                   | 74,1 %                                    | ▼11,2 %       | 3,9 %                    | 7,6 %                                     | ▲3,7 %  | 6,7 %                    | 10,1 %                                    | ▲3,4 %              | 3,9 %                    | 7,6 %                                     | ▲3,7 %  |
| Республика Коми       | 22                   | 58,8 %                   | 41,4 %                                    | ▼17,4 %       | 13,5 %                   | 19,1 %                                    | ▲5,6 %  | 11,5 %                   | 13,3 %                                    | ▲1,8 %              | 11,9 %                   | 16,3 %                                    | ▲4,4 %  |
| Самарская область     | 18                   | 39,4 %                   | 27,6 %                                    | ▼11,8 %       | 23,1 %                   | 28,3 %                                    | ▲5,2 %  | 14,2 %                   | 15,1 %                                    | ▲0,9 %              | 15,7 %                   | 20,0 %                                    | ▲4,3 %  |
| Пензенская область    | 12                   | 56,3 %                   | 38,3 %                                    | ▼18,0 %       | 19,8 %                   | 26,5 %                                    | ▲6,7 %  | 8,7 %                    | 13,0 %                                    | ▲4,3 %              | 10,1 %                   | 13,1 %                                    | ▲3,0 %  |
| Тюменская область     | 12                   | 62,2 %                   | 49,2 %                                    | ▼13,0 %       | 11,7 %                   | 15,2 %                                    | ▲3,5 %  | 7,4 %                    | 10,9 %                                    | ▲3,5 %              | 14,1 %                   | 19,0 %                                    | ▲4,9 %  |
| Саратовская область   | 14                   | 64,9 %                   | 53,8 %                                    | ▼11,1 %       | 13,8 %                   | 17,1 %                                    | ▲3,3 %  | 10,1 %                   | 12,4 %                                    | ▲2,3 %              | 7,2 %                    | 8,6 %                                     | ▲1,4 %  |
| По всей России        | 604                  | 49,32 %                  | 34,72 %                                   | ▼14,60 %      | 19,19 %                  | 24,79 %                                   | ▲6,40 % | 13,24 %                  | 16,68 %                                   | ▲3,44 %             | 11,67 %                  | 12,62 %                                   | ▲0,95 % |

| Регион                | Подмен итоговых цифр | Яблоко                 | Яблоко                                  | Яблоко  | Патриоты России        | Патриоты России                         | Патриоты России | Правое дело            | Правое дело                             | Правое дело |
| Регион                | Подмен итоговых цифр | Официальные данные ЦИК | Данные альтернативного подсчёта голосов | Разница | Официальные данные ЦИК | Данные альтернативного подсчёта голосов | Разница         | Официальные данные ЦИК | Данные альтернативного подсчёта голосов | Разница     |
| --------------------- | -------------------- | ---------------------- | --------------------------------------- | ------- | ---------------------- | --------------------------------------- | --------------- | ---------------------- | --------------------------------------- | ----------- |
| Нижегородская область | 210                  | 2,8 %                  | 4,7 %                                   | ▲1,9 %  | 0,9 %                  | 1,1 %                                   | ▲0,2 %          | 0,5 %                  | 0,7 %                                   | ▲0,2 %      |
| Санкт-Петербург       | 77                   | 11,6 %                 | 13,0 %                                  | ▲0,9 %  | 1,2 %                  | 1,3 %                                   | ▲0,1 %          | 0,9 %                  | 0,9 %                                   | ▬           |
| Москва                | 45                   | 8,6 %                  | 12,6 %                                  | ▲4,0 %  | 1,3 %                  | 2,7 %                                   | ▲0,4 %          | 0,8 %                  | 0,9 %                                   | ▲0,1 %      |
| Московская область    | 37                   | 6,1 %                  | 7,5 %                                   | ▲1,4 %  | 1,3 %                  | 1,5 %                                   | ▲0,2 %          | 1,0 %                  | 1,1 %                                   | ▲0,1 %      |
| Краснодарский край    | 36                   | 2,0 %                  | 5,7 %                                   | ▲3,7 %  | 0,9 %                  | 1,5 %                                   | ▲0,6 %          | 0,5 %                  | 0,8 %                                   | ▲0,3 %      |
| Ростовская область    | 37                   | 2,9 %                  | 3,0 %                                   | ▼0,1 %  | 0,8 %                  | 0,9 %                                   | ▲0,1 %          | 0,5 %                  | 0,5 %                                   | ▬           |
| Костромская область   | 26                   | 3,0 %                  | 1,7 %                                   | ▼1,3 %  | 1,0 %                  | 0,6 %                                   | ▼0,4 %          | 0,5 %                  | 0,4 %                                   | ▼0,1 %      |
| Республика Тыва       | 22                   | 0,5 %                  | 1,2 %                                   | ▲0,7 %  | 0,3 %                  | 0,5 %                                   | ▲0,2 %          | 0,2 %                  | 0,4 %                                   | ▲0,2 %      |
| Республика Коми       | 22                   | 1,5 %                  | 4,6 %                                   | ▲3,1 %  | 0,9 %                  | 2,0 %                                   | ▲1,1 %          | 0,6 %                  | 1,1 %                                   | ▲0,5 %      |
| Самарская область     | 18                   | 4,0 %                  | 4,9 %                                   | ▲0,9 %  | 1,2 %                  | 1,3 %                                   | ▲0,1 %          | 0,5 %                  | 0,7 %                                   | ▲0,2 %      |
| Пензенская область    | 12                   | 2,1 %                  | 5,5 %                                   | ▲3,4 %  | 0,7 %                  | 1,2 %                                   | ▲0,5 %          | 0,4 %                  | 0,7 %                                   | ▲0,3 %      |
| Тюменская область     | 13                   | 2,0 %                  | 2,9 %                                   | ▲0,9 %  | 0,8 %                  | 1,0 %                                   | ▲0,2 %          | 0,6 %                  | 0,6 %                                   | ▬           |
| Саратовская область   | 14                   | 1,7 %                  | 4,4 %                                   | ▲2,7 %  | 0,6 %                  | 1,0 %                                   | ▲0,4 %          | 0,3 %                  | 0,4 %                                   | ▲0,1 %      |
| По всей России        | 604                  | 3,43 %                 | 7,25 %                                  | ▲3,91 % | 0,97 %                 | 1,29 %                                  | ▲0,32 %         | 0,60 %                 | 0,78 %                                  | ▲0,18 %     |

| Альтернативные итоги выборов в Государственную Думу VI-го созыва |                                              |              |              |              |           |
| Партия                                                           | Партия                                       | Доля голосов | Доля голосов | Места        | Места     |
| Партия                                                           | Партия                                       | По Шпилькину | По Голосу    | По Шпилькину | По Голосу |
|                                                                  | Единая Россия                                | 34,43 %      | 34,72 %      | 165          | 163       |
|                                                                  | Коммунистическая партия Российской Федерации | 25,63 %      | 24,79 %      | 123          | 116       |
|                                                                  | Справедливая Россия                          | 17,69 %      | 16,68 %      | 85           | 78        |
|                                                                  | Либерально-демократическая партия России     | 15,60 %      | 12,62 %      | 77           | 59        |
|                                                                  | РОДП «Яблоко»                                | 4,56 %       | 7,25 %       | 0            | 34        |
| Партии, не прошедшие 7-процентный порог                          |                                              |              |              |              |           |
|                                                                  | «Патриоты России»                            | 0,80 %       | 1,29 %       | 0            | 0         |
|                                                                  | «Правое дело»                                | 1,30 %       | 0,78 %       | 0            | 0         |

## Скандалы и фальсификации
В 2011 году активно использовалась технология «паровоз». В 2011 году от депутатских мандатов отказались 111 кандидатов от 3 партий, прошедших в Государственную думу: 99 кандидатов от «Единой России», 8 кандидатов от КПРФ, и 4 кандидата от «Справедливой России».
Среди «паровозов» «Единой России» были действовавший Президент Российской Федерации Д. А. Медведев, главы 54 регионов и 8 членов Правительства Российской Федерации.
По мнению ряда экспертов, выборы были нелегитимными. Избирательная кампания отличалась колоссальным масштабом нарушений и попытками правящей «Единой России» повлиять на итоги голосования. Среди наиболее вопиющих случаев отмечены бюджетный шантаж (определение размера финансирования исходя из результатов голосования), произвол со стороны руководителей предприятий и ведомств, заставляющих своих работников голосовать за правящую партию, предвыборная агитация госслужащих со своего рабочего места и массовое злоупотребление административным ресурсом.
Согласно результатам опроса, проведённого в июле 2011 года «Левада-центром», большинство россиян (53 %) было уверено, что будет происходить «лишь имитация выборов, а распределение мест в Думе произойдёт по решению властей». 60 % (по результатам в ноябре снизилось до 48 %) ожидают, что грядущие выборы будут лишь «борьбой бюрократических кланов за доступ к госбюджету». 54 % были уверены в применении «грязных методов» подтасовки голосов.
За месяц до выборов в ноябре 2011 года вышел доклад Центра стратегических разработок под названием «Движущие силы и перспективы политической трансформации России», в котором говорилось, что: «Сохраняется традиционная установка на достижение 60-70 % голосов для партии власти на выборах. В изменившемся общественно-политическом климате подобный тактический успех может привести к стратегическому поражению. Даже достижение 40 % может вызвать сомнения. И лишь при уровне 25-30 % голосов результаты выборов могут быть восприняты как легитимные».
Директор Левада-центра Лев Гудков:

Уровень фальсификаций был обычным — в пределах 5—8 %. Но если говорить о тех зонах, где фальсификации, на мой взгляд, были очень большими (оставим в стороне Чечню, Татарстан, Башкирию и другие республики, управляемые традиционно), то очень заметные расхождения между нашими и официальными данными наблюдается в крупных городах. По нашим оценкам, «Единая Россия» вряд ли могла набрать в Москве больше 30 %. Примерно такая же картина и в Петербурге.

23 декабря Совет по правам человека при Президенте РФ предложил Чурову покинуть пост главы ЦИК в связи с утратой доверия, а также рекомендовал обеспечить «скорейшее принятие» нового избирательного законодательства с целью проведения досрочных парламентских выборов. Из заявления Совета:

Констатировать, что многочисленные сообщения о вбросах избирательных бюллетеней, переписывании протоколов об итогах голосования, необоснованном удалении наблюдателей и журналистов, запрете фото- и видеосъёмки, других нарушениях избирательных прав, а также необъяснимые парадоксы избирательной статистики вызывают массовое недоверие граждан к результатам выборов. Это влечёт нравственную и политическую дискредитацию избирательной системы и сформированной на её основе нижней палаты парламента, создаёт реальную угрозу российской государственности.

13 декабря бывший вице-премьер и министр финансов Алексей Кудрин заявил, что Чуров должен быть отправлен в отставку. Кудрин выступил за пересчёт результатов выборов в Госдуму по сотням избирательных участков, возможно, по целому ряду регионов. Он отметил, что «не все ожидали такого количества нарушений». 15 декабря Кудрин заявил, что не видит «адекватного ответа от власти, что делать с имеющимися нарушениями и как будут проведены следующие выборы, потому что так проводить выборы нельзя». 24 декабря Кудрин выразил уверенность, что России нужны досрочные выборы в Госдуму, объяснив это грядущим экономическим кризисом. «Нам нужен действующий парламент», — подчеркнул бывший вице-премьер.
После отставки Юрия Лужкова с поста мэра Москвы «по утрате доверия президента» 28 сентября 2010 года, сам он не собирался возродить и восстановить обратно свою прежнюю партию «Отечество — Вся Россия», какой она раньше была в 1999—2002 годах, и отделить его от «Единой России». Тогда к 2011 году прежняя отдельная партия «Отечество — Вся Россия» не могла состоять на этих парламентских выборах, да и Лужков не призывал всех 4 декабря голосовать за «Отечество — Вся Россия» так, чтобы «Единая Россия» проиграла бы.

### Отмена результатов выборов
По мнению некоторых юристов, процедура обжалования результатов выборов в России проработана недостаточно. Так, глава юридической службы КПРФ, депутат Госдумы Вадим Соловьёв считает, что:
Владимир Путин привел нынешнее законодательство в такое состояние, что правовым путём добиться отмены итогов выборов в принципе невозможно. … обжаловать итоги на десятках тысяч избирательных участков физически нереально, к тому же суды крайне редко отменяют итоги выборов даже на конкретном избирательном участке.
На конец 2011 представителями «Яблока» и КПРФ подано около 250 исков в районные суды. Сторонники партии «Справедливая Россия» подали иски против результатов выборов в городской суд Санкт-Петербурга и в некоторые районные суды города. КПРФ также намерена обратиться с иском об отмене итогов выборов по совокупности нарушений в Верховный суд. Вадим Соловьёв предлагает изменить законодательство, чтобы дела о совокупности нарушений сразу по всем участкам рассматривал Конституционный суд.

### Обвинения в нарушениях избирательного законодательства

#### Свидетельства о нарушениях
Международные наблюдатели от ПАСЕ и ОБСЕ объявили о многочисленных нарушениях во время выборов в Госдуму, а также о вмешательстве властей в ход голосования, заявил президент ПАСЕ Петрос Эфтимиу, возглавлявший их объединённую группу.
«Новая газета» сообщила, что при сверке 162 копий протоколов итогов голосования, выданных наблюдателям в разных регионах, в примерно 10 случаях данные не совпадали с результатами, опубликованными на интернет-портале ЦИК.
Москва. Список нестыковок между результатами голосования по протоколам и по данным в ГАС «Выборы».
Был предотвращён ряд попыток вброса бюллетеней с голосами за партию «Единая Россия».
Партия «Яблоко» подготовила сводный список нарушений по Москве. На 13 часов 8 декабря в нём имеются сообщения о происшествиях на 272 УИК (всего в Москве 3374 УИК), в том числе о различных препятствиях работе наблюдателей. Для 9 УИК причина их внесения в список не указана. Наблюдателей удаляли с участков под различными предлогами.
Список зафиксированных наблюдателями нарушений по участкам:
- УИК 6 — в ТИК был передан протокол, не соответствующий копии выданной наблюдателям. Не проведено итоговое заседание[130].
- УИК 91 — количество голосов по данным ЦИК существенно отличается от количества голосов по данным из протокола УИК[132].
- УИК 289 — наблюдателями и избирательной комиссией зафиксирован вброс 47 бюллетеней за «Единую Россию».[133]
- УИК 355 — член УИК осуществила вброс бюллетеней[134].
- УИК 360, 361, 385, 475, 2099, 2860 — зафиксирован вброс бюллетеней[134].
- УИК 495 — количество голосов по данным ЦИК существенно отличается от количества голосов по данным из протокола УИК[132].
- УИК 961 — наблюдатели поймали за руку представителей ТИК при попытке вбросить 40 бюллетеней за партию власти[134].
- УИК 1166, 1322 — количество голосов по данным ЦИК существенно отличается от количества голосов по данным из протокола УИК[132].
- УИК 1353 — зафиксирован вброс избирательных бюллетеней. Наблюдателей на участок не пустили, вброс зафиксирован членом УИК[134].
- УИК 1359 — переписывание протокола, в результате чего приписка голосов в пользу «Единой России»[135].
- УИК 1670 — неоднократно наблюдался вброс бюллетеней[134].
- УИК 1701 — приписка голосов в пользу «Единой России»[119]. В копии протокола, предоставленной наблюдателем Д. А. Сурниным, Единая Россия получила на этом участке 271 голоса, а на сайте ЦИКа их оказалось 662[120][136][137]. По данным, которые этот наблюдатель сообщил партии «Яблоко», на этом участке была неверно оформлена часть списков избирателей; других нарушений не указано.[130] Экземпляр протокола, предоставленный наблюдателем сайту rfi.fr, неверно заверен, то есть не указана должность и дата снятия копии[138][139].
- УИК 1961 — зафиксирована недосдача неиспользованных бюллетеней, после голосования в урнах обнаружилась аккуратная пачка примерно из 100 бюллетеней с галочками за «Единую Россию».[140]
- УИК 2449 — иногородние избиратели голосовали без открепительных удостоверений[134].
- УИК 2452 — зафиксирован вброс бюллетеней[140]
- УИК 2475 — количество голосов по данным ЦИК существенно отличается от количества голосов по данным из протокола УИК[132].
- УИК 2501 — председатель комиссии заполняет пустые бланки для голосования[127].
- УИК 2648 — наблюдатели нашли на столе председателя 182 заполненных за «Единую Россию» бюллетеня[141].
- УИК 2739 — кабинки для голосования оборудованы стирающимися ручками[127][130][134][142].
- УИК 2829 — зафиксирован вброс бюллетеней. Наблюдатель, обнаруживший фальсификацию, удалён с участка представителями избирательной комиссии[134].
- УИК 2945 (ул. Улица Народного Ополчения 32, МТУСИ) — попытка вброса бюллетеней. Происшествие засвидетельствовано депутатом Госдумы РФ Геннадием Гудковым[143][144].
- УИК 2889, 2890, 2891 — «Карусель» на выборах[127].

Кандидатов от партии «Яблоко» начали массово удалять за 10 минут до закрытия участков без объяснения причин с УИК 3, 7, 9, 21, 55, 413, 191, 655, 739, 750, 1496, 2211, 2133, 2244, 2455, 2660, 2715, 2648.
На участках, контролируемых участниками проекта «Гражданин наблюдатель» (всего 131 участок), «Единая Россия» получила 30,3 %.
Кроме того, обращается внимание, что на 250 участках, оснащённых КОИБ (которые затрудняют фальсификацию), процент голосов за «Единую Россию» в среднем был значительно меньше (29,9 % на участках с КОИБ, в целом по Москве — 46,6 %).
Санкт-Петербург. Список нестыковок между результатами голосования по протоколам и по данным в ГАС «Выборы».
- 8 декабря «Новая газета» опубликовала на своём сайте копии отчётов участников вброса бюллетеней. В этих отчётах участники фальсификаций жалуются на невыданную плату. Также в отчётах указывается, что фальсификация проводилась в отношении кандидата в заксобрание Санкт-Петербурга Александра Салаева[147].
- УИК 203, 293, 703, 1421 — количество голосов по данным ЦИК существенно отличается от количества голосов по данным из протокола УИК[132].
- УИК 1492 — зафиксирован вброс бюллетеней председателем УИК[134].
- УИК 1523 — зафиксирован вброс бюллетеней[134].

Учительница Т. Иванова, председатель УИК 99 Санкт-Петербурга, в январе 2012 г. рассказала о том, как её пытались уговорить за деньги осуществить вброс бюллетеней в пользу партии «Единая Россия». Результат ЕР на её участке оказался одним из самых низких в городе — 22,8 % (в целом в Санкт-Петербурге ЕР набрала 35,4 %). Впоследствии суд признал не соответствующими действительности несколько фраз, приписанных в этой связи начальнику районного отдела образования Н. Назаровой.
Челябинск. На УИК 637 в Челябинской области результаты будут аннулированы.
Алтайский край. Как сообщает Информационный сайт «Банкфакс» в Алтайском крае был зафиксирован ряд нарушений.
Нижний Новгород. Список нестыковок между результатами голосования по протоколам и по данным в ГАС «Выборы».
- УИК 1458 — количество голосов по данным ЦИК существенно отличается от количества голосов по данным из протокола УИК[132].

Кировская область. Правоохранительные органы Кировской области подтвердили, что на УИК 932 в Орловском районе были обнаружены и изъяты 77 бюллетеней с уже проставленными отметками за «Единую Россию».
Свердловская область. Большое количество нарушений во время проведения выборов зафиксировано в различных городах Свердловской области.
Волгоградская область. Избирательная комиссия Волгоградской области трижды пересчитывала голоса избирателей из-за претензий оппозиции. Представленные результаты выборов значительно отличаются от предварительных итогов, обнародованных до пересчёта голосов.
КПРФ и «Справедливая Россия» добились пересчёта голосов на пяти избирательных участках.
Красноярский край. Зафиксированы массовые нарушения на избирательных участках Ленинского района Красноярска. Наблюдатели зафиксировали видео- и фотосъёмкой вбросы членами избиркома бюллетеней в переносные ящики для голосования. Зафиксирован подвоз на автобусах 140 выходцев из южных республик бывшего СССР с открепительными удостоверениями.
Уфа. На УИК 351, 255, 382 произведён вброс бюллетеней, зафиксированный наблюдателями КПРФ. На УИК 160 обнаружены пометки в списках избирателей, незаконно удалён наблюдатель от КПРФ. На УИК 215 не допущен корреспондент СМИ. На УИК 273, 374, 268, 143, 144, 148 периодически голосует по несколько избирателей в кабинках, участковые комиссии мер по устранению данного нарушения не предприняли. На УИК 201, 208, 212, 214, 268, 272, 116, 140 члены УИК использовали карандаш при работе со списками избирателей. На УИК 366 один человек проголосовал несколько раз, о чём составлен акт. С УИК 128 дважды был удалён наблюдатель, попытавшийся пресечь попытку вброса бюллетеней. На УИК 94 двое студентов были пойманы при попытке вбросить целую стопку бюллетеней. Зафиксирован вброс на участке в школе № 31. Дважды поймали на вбросе председателя и секретаря УИК 3. Член УИК 1309 в Белорецке попыталась вбросить три бюллетеня за «Единую Россию».
Карачаево-Черкесия. На УИК 152 села Учкекен и на УИК 235 в ауле Хабез неизвестные силой вывезли наблюдателей с территории участков и угрожали расправой, требуя не возвращаться на участок.
Татарстан. На УИК 256 Ново-Савиновского района Казани пресекли попытку вбросить в урну 11 бюллетеней с отметками за «Единую Россию».
Дагестан. В посёлке Редукторный на УИК 1044 наблюдатели зафиксировали массовый вброс бюллетеней председателем УИК в неопечатаную урну.
Самарская область. В Самаре на участки не пустили наблюдателей от партий, в том числе членов УИК с совещательным и решающим голосом, а также представителей СМИ.
Краснодарский край. В Краснодаре на УИК 2343, 2258, 2033, 2034 и 2035 применялась технология подвоза избирателей и «карусели». На УИК 2150 и 2245 были удалены наблюдатели.
Ростовская область. В Ростове-на-Дону на УИК 1735 в списках избирателей обнаружено оформленное получение избирательного бюллетеня умершим.
Омская область. В Омске на УИК 347 в Центральном округе председатель комиссии отказался показать избирательные урны наблюдателям. На УИК 833 села Юрьевка обнаружены 20 сфальсифицированных открепительных удостоверений.
Тамбовская область. Регион показал самый высокий в стране процент голосования на дому. Вне помещений для голосования проголосовало почти 20 % избирателей. Член Общественного совета при президенте по развитию гражданского общества Дмитрий Орешкин назвал председателя избирательной комиссии Тамбовской области Алексея Пучнина «специалистом по организации голосования вне избирательных участков».
Тверская область. В Твери на УИК 279, 1046, 1085 и 1191 обнаружены непрошитые списки избирателей, данные об избирателях были написаны карандашом. На УИК 1000, 1047 и 1075 избиратели обнаружили, что за них уже проголосовали. На УИК 1061 кандидата от партии не пустили на участок на вскрытие урн. На УИК 983 (Затверечье) был подан список проголосовавших жителей на дому, по которому все проголосовали за правящую партию. Как оказалось, никто из «подписавшихся» не голосовал и не слышал, что к нему приходили.
Новосибирская область. В Новосибирске местная избирательная комиссия отменила результаты голосования на одном из участков на выборах в Государственную думу 4 декабря из-за сообщений о вбросе около 300 бюллетеней.

#### Сравнение с данными опросов на выходе
В день выборов социологические компании ВЦИОМ и ФОМ провели опросы избирателей на выходе с избирательных участков (экзит-поллы). Результаты получились следующими:
|                     | ЕР      | КПРФ    | СР      | ЛДПР    | «Яблоко» | ПД    | ПР     |
| ------------------- | ------- | ------- | ------- | ------- | -------- | ----- | ------ |
| Exit poll ВЦИОМ     | 48,5 %  | 19,8 %  | 12,8 %  | 11,42 % | 4,17 %   | 1,1 % | 0,9 %  |
| Exit poll ФОМ 18:00 | 45,5 %  | 21,0 %  | 14,0 %  | 13,2 %  | 3,6 %    | 0,6 % | 0,9 %  |
| Exit poll ФОМ       | 43,1 %  | 21,6 %  | 14,4 %  | 13,5 %  | 4,5 %    | 0,7 % | 0,9 %  |
| Результаты выборов  | 49,32 % | 19,19 % | 13,24 % | 11,67 % | 3,43 %   | 0,6 % | 0,97 % |

В Москве, согласно результатам экзит-полла, проведённого ФОМ, за партию «Единая Россия» проголосовало 23,6 % избирателей (27,5 % по состоянию на 18:00 по Москве), что значительно ниже официальных итогов голосования (46,6 %). Экзит-полл проводился на 47 участках. Окончательный результат экзит-полла по России, а также результаты экзит-полла по Москве и округам России, позже были удалены с сайта ФОМ.
За несколько месяцев до выборов в статье о задачах экзит-полла Юлия Баскакова (руководитель исследовательских проектов ВЦИОМ) написала, что бессмысленно использовать экзит-поллы для проверки честности выборов. По её словам, в ситуации высокого доверия институту выборов вопрос использования экзит-полла для контроля результатов просто не возникает, а в ситуации отсутствия доверия такой вопрос теряет смысл, ведь если власть имеет достаточный ресурс для массовой фальсификации бюллетеней, логично предположить, что она имеет достаточный ресурс для имитации экзит-полла. Также автором было отмечено, что расхождение данных так называемых «независимых экзит-поллов» с официальными результатами не делает данные этих опросов достоверными, не гарантирует правильность и соблюдение методики. Проблема сводится к вопросу доверия политической системе, тогда как широкая артикуляция контрольной функции экзит-полла в СМИ сама по себе является индикатором отсутствия такого доверия.

#### Математический анализ результатов
Подтверждением того, что на выборах в Государственную Думу имели место «приписки» голосов, может служить математический анализ различных официально опубликованных ЦИК данных (явка избирателей, распределение предпочтений избирателей по участкам и т. д.).
Согласно опубликованной Lenta.ru статье, при статистическом анализе результатов выборов наблюдается зависимость между явкой на избирательный участок (в процентах) и процентом голосов, полученных на участке партией «Единая Россия». Среди гипотетических объяснений этой зависимости (явка на участке — процент голосов «Единой России» на нём) автор статьи, к. ф.-м. н. А. Ю. Коняев, выдвигает гипотезу о фальсификациях.

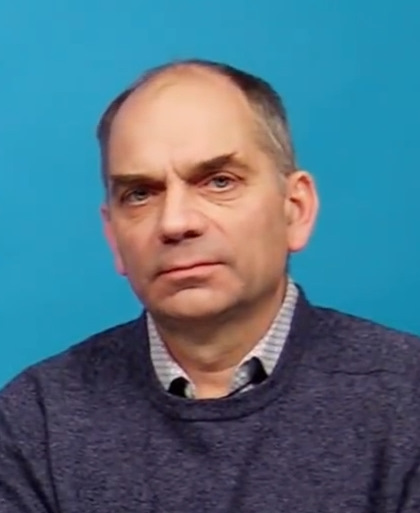
Сергей Шпилькин

Газета.ru опубликовала статью Сергея Шпилькина (названного изданием «коллегой главы ЦИК»), в которой проанализированы результаты выборов в трёх районах Москвы — Южном Тушине, Строгине и Гольянове. Шпилькин говорит, что «единственная партия, распределение голосов за которую радикально отличается от Гауссова — это „Единая Россия“». Он также показывает, что диапазон явки в Южном Тушине невелик, в Строгине «диапазон явки больше, но на участках с большей величиной явки почему-то увеличивается только доля избирателей, проголосовавших за ЕР, а доли остальных партий остаются постоянными», в Гольянове же есть участки, на которых доли голосов за все партии, кроме ЕР, резко понижены, по сравнению с соседними участками. Он указывает, что «на диаграмме для всех московских участков внизу слева выделяется плотная группа синих точек (голосование за ЕР), расположенных примерно так, как в Южном Тушино» (предположительно, участки с честным подсчётом), а «остальные точки голосования за ЕР размазаны в диагональное облако, соответствующее искусственному завышению голосов». Шпилькин делает вывод, что «есть явные свидетельства, что показатели голосования за „Единую Россию“ подделывались». После попытки корректирования он получает следующие результаты по России: ЕР — 34,4 %, КПРФ — 25,6 %, СР — 17,7 %, ЛДПР — 15,6 %.
Сергей Шпилькин сравнил участки с КОИБ с соседними участками (из того же ТИК), где КОИБ не было. Подобные сравнения продиктованы тем обстоятельством, что КОИБ существенно осложняет такие методы фальсификаций, как вброс бюллетеней и переписывание протокола. Результаты получились следующими:
|                                      | Явка    | ЕР      | КПРФ    | СР      | ЛДПР    | «Яблоко» | ПР     | ПД     |
| ------------------------------------ | ------- | ------- | ------- | ------- | ------- | -------- | ------ | ------ |
| КОИБ (3282 шт)                       | 55,04 % | 36,57 % | 23,28 % | 17,10 % | 14,11 % | 5,20 %   | 1,27 % | 0,85 % |
| Соседние участки без КОИБ (16405 шт) | 63,45 % | 54,16 % | 18,13 % | 11,68 % | 10,49 % | 2,72 %   | 0,88 % | 0,56 % |
| КОИБ + Соседи (19687 шт)             | 61,67 % | 50,85 % | 19,10 % | 12,70 % | 11,17 % | 3,19 %   | 0,96 % | 0,62 % |
| Вся Россия (96 тыс. шт)              | 60,20 % | 49,32 % | 19,19 % | 13,24 % | 11,67 % | 3,43 %   | 0,97 % | 0,60 % |

Видно, что на участках с КОИБ явка и результат ЕР существенно ниже. Гистограммы явок также сильно отличаются. На гистограмме для обычных участков присутствует тяжёлый правый хвост (именно в хвосте сконцентрирована значительная часть голосов за ЕР), а на гистограмме для участков с КОИБ хвост гораздо менее выраженный (то есть распределение почти симметричное).
Согласно опубликованной журналом «Русский репортёр» статье, «графики показывают, что выборы в Госдуму в 2007 году прошли в столице не идеально, но терпимо: вброс голосов если и был, то минимальный», однако на выборах в Госдуму в 2011 году распределение голосов, отданных за «Единую Россию» на различных участках значительно отличается от нормального распределения, при этом голоса, отданные за оппозиционные партии, и в 2007-м, и в 2011 году полностью подчиняются нормальному распределению. Что же касается результатов в целом по России, то «видно, как голосование за оппозиционные партии подчиняется нормальному распределению и лишь у ЕР возникает странное утолщение в правой части, то есть существует ненормально большое число участков, на которых за ЕР проголосовали 70, 80, а то и 100 % избирателей. При этом на большинстве этих участков явка была выше средней. А если взять все УИКи с явкой менее 50 %, то ЕР становится там куда более „нормальной“ партией. То есть с ростом явки начинается резкий рост доли голосов, поданных за ЕР.» При этом даже если допустить, что чем больше народу приходит на участок, тем охотней люди голосуют за ЕР, то такая зависимость не должна меняться внезапно после определённого процента явки.
По мнению Алексея Захарова, доцента Лаборатории сравнительных социальных исследований, «если на выборах фальсификаций нет, то на большинстве избирательных участков будет явка в районе 50—60 %, в районе средней явки. У нас же наблюдается аномальное число участков с большой явкой, то есть с явкой 50—80 %».
Дмитрий Кобак (аспирант Имперского колледжа Лондона) на страницах журнала «Большой Город» обращает внимание, что результат «Единой России» достигает минимума, а остальных партий примерно максимума при пороге явки около 50 % (при этом отбрасываются участки с явкой больше 50 %). Определив для каждого региона свой порог и отбросив участки с «подозрительной» явкой, автор получает результат ЕР, равный 38 %. Также автор отмечает, что в Дагестане из 1900 участков на 55 % были использованы все бюллетени (такого больше нет ни в одном регионе); в Башкортостане на очень многих участках был зарегистрирован круглый процент голосов за ЕР (75, 85 и 95 %); в Северной Осетии на большинстве участков у ЕР 75 %, а у КПРФ — 20 %; в Астрахани результаты ЕР на участках с обычными урнами и с электронными существенно отличались (67 % против 37 %), похожая картина наблюдалась в Магнитогорске (68 % против 36 %). Автор указывает на то, что в Москве избирательные участки можно разделить на две группы (первая — с процентом у ЕР ~25 % и явкой ~50 %, вторая — с процентом у ЕР ~50 % и явкой ~65 %), причём почти все участки с КОИБ находятся в первой группе.
Константин Сонин, проректор РЭШ: «Другая вещь, которая по сравнению с 2007 годом новая — это „левые хвосты“ всех партий, кроме „Единой России“. Около нуля распределения идут вверх. Нет никакого нормального объяснения, почему у партии вероятность получения 0 % или 1 % голосов выше получения 2 % голосов. Совершенно не просто придумать такую модель избирателей, при которой бы это получалось.»
Чтобы проанализировать результаты выборов, сотрудники The Wall Street Journal написали специальную компьютерную программу, которая проанализировала данные с 95 228 избирательных участков, выложенных на сайте ЦИКа. Согласно исследованию, «Единая Россия» получила гораздо больше, чем в целом по стране (49,3 % голосов), на избирательных участках, где явка была гораздо выше, чем в среднем по стране (60,2 %). При этом ни у одной другой партии не наблюдалось роста поддержки на участках с большой явкой. С другой стороны, большая поддержка правящей партии не наблюдалась на участках с низкой явкой. Лишь 30 из 11 567 участков, на которых партия получила более 80 %, имели явку ниже 50 %. Как отмечает WSJ, это феномен, который стал наблюдаться на российских выборах с тех пор, как к власти пришёл Владимир Путин. В ходе исследования была также выделена группа участков с круглыми цифрами по явке, которая составляла 70, 75 или 80 %, вплоть до 100 %. Часть этих участков сообщила и о большом проценте проголосовавших за ЕР. При этом издание отмечает, что резкие пики на круглых цифрах по сравнению с равновероятными близкими значениями указывают на то, что голоса не подчинялись нормальному распределению. Эти несоответствия могут зародить сомнения по поводу правильности подсчёта около 14 млн, или 21 %, бюллетеней из 65,7 млн заполненных во время выборов. Газета особо подчеркивает, что статистические исследования не могут рассматриваться в качестве доказательств, свидетельствующих о фальсификациях на выборах. Альберто Симпсер, профессор политологии университета Чикаго, отмечает, что если все данные указывают в одном направлении, — имея в виду данные статистики, информацию наблюдателей и другие свидетельства, — тогда это очень серьёзное основание для обвинения. Уолтер Мебан, профессор политологии и статистики из университета Мичигана, ранее изучавший российские выборы, говорит, что «ничего подобного ранее не видел … похоже на то, что данные по голосам были искусственно раздуты».
24 сентября 2012 года на сайте журнала Proceedings of the NAS была опубликована статья австрийских физиков из Медицинского университета Вены, в которой утверждается, что статистический анализ результатов выборов показывает аномалии, которые могут быть объяснены систематическим вбросом бюллетеней. Один из авторов сравнительного анализа, Штефан Турнер, заявил в интервью новостному агентству dpa, что без манипуляций ЕР едва набрала бы 40 % голосов вместо официальных 50 %. Другой автор статьи, доктор философии Петер Климек, пояснил суть исследования:

— Избиратели принимают два решения: идти ли на выборы вообще и за кого именно голосовать. Если сравнивать эти две величины — явку по отдельным участкам и процент голосов, поданных за ту или иную партию, — то, как правило, обнаруживаются статистические закономерности. То есть существует средний показатель явки, и на остальных участках с определённым разбросом он примерно такой же. Есть также средний показатель процента голосов за ту или иную партию, и на остальных участках в целом похожая ситуация. При этом учитывается, что в провинциях голосуют обычно иначе, чем в больших городах, что и объясняет некоторые отклонения от средней величины. В России же и в Уганде картина была совершенно иной, то есть разброс — чрезвычайно большим.
— Но разве в таких странах, как Россия или Уганда, не может быть регионов, где явка особенно велика, а рейтинг правящей партии особенно велик?
— То, о чём вы говорите, бывает и в других странах. Разница, однако, в том, что такие отклонения по итогам выборов в России и Уганде оказались намного сильнее. И в таком случае их уже невозможно объяснить естественными причинами.

Борис Овчинников (независимый эксперт, до 2000 г. — сотрудник Международного института гуманитарно-политических исследований) проанализировал СКО (среднеквадратическое отклонение) результатов ЕР в разных городах. Задачей автора было исследование относительно однородных населённых пунктов, при этом достаточно крупных, чтобы можно было проследить статистические закономерности. После отбрасывания малочисленных населённых пунктов была исследована выборка из 402 городов, к которым приписано 56 % избирателей (60,6 млн человек). В большинстве городов (69 %) СКО оказалось равным от 1 до 7 %, причём 55 % городов попало в диапазон от 2 до 5 %. Значительный выход за пределы диапазона может указывать на фальсификации (если СКО слишком малое, то результаты могли быть «нарисованы» «под копирку», если слишком большое, то на некоторой части участков могло происходить искусственное завышение результата). На первом месте по величине СКО Магнитогорск, отметившийся тем, что все участки в городе поделились на две группы — где ЕР получила от 29 до 48 % голосов (101 участок), и где она получила не менее 76 % (67 участков). СКО превышает 20 % и в городах Владимирской области — во Владимире и Коврове, — где эффективный контроль со стороны КПРФ за подсчётом голосов на обычных участках сочетался с результатами ЕР свыше 90 % на специально созданных на некоторых предприятиях участках, на каждом из которых непонятно откуда появилось по 2-3 тысячи избирателей. СКО более 17 % фиксируется в Тюмени, где средний результат ЕР по большинству участков составляет только 34 %, но за счёт нескольких десятков участков с высокой явкой и результатом ЕР от 55 до 93 % итоговый процент в целом по городу составил 49 %, в Астрахани, о фальсификациях в которой много говорили представители «Справедливой России». Между городами с высоким и низким уровнем СКО есть множество других различий — для городов с неравномерной поддержкой ЕР характерны неравномерность явки (как суммарной за день, так и промежуточной), сильная корреляция между явкой и результатом ЕР, большие различия между участками по распределению «оппозиционных» голосов между партиями. Особое внимание стоит обратить на корреляцию результатов ЕР и ЛДПР — при переходе от равномерных городов к неравномерным корреляция не просто усиливается или ослабевает, но меняет свой знак. В тех городах, где не было оснований предполагать наличие масштабных фальсификаций, повышенная поддержка ЕР и ЛДПР наблюдалась на одних и тех же участках — в рабочих районах, на окраинах городов (и, наоборот, в центре города обе партии получали меньше среднего). Фальсификации же должны нарушать эту естественную положительную корреляцию, притом независимо от типа фальсификаций: и при искусственном увеличении явки, и при переписывании в пользу ЕР голосов других партий результат «партии власти» увеличивается без одновременного роста результатов ЛДПР на тех же участках. В итоге была отобрана группа из 180 городов, где отсутствуют перечисленные аномалии. Для неё есть максимум оснований считать, что 4 декабря подсчёт голосов там проводился честно. В этих городах проголосовало 12,4 млн человек, 30 % из них — за ЕР.
Согласно исследованию, опубликованному в газете «Троицкий вариант — Наука», ещё одной статистической аномалией, указывающей на манипуляции в пользу «Единой России», является крайне высокая частота появления нулей в последних цифрах протоколов об итогах голосования (вероятность естественного возникновения подобной ситуации ничтожно мала — берутся лишь те строчки протоколов, для которых нет естественных причин ожидать, что они кратны десяти). Это свидетельствует о человеческом вмешательстве в процесс составления протоколов (люди подсознательно предпочитают круглые числа). Причём с ростом явки и результата ЕР вероятность достоверности протоколов на данном срезе участков уменьшается (растёт частота нулей). На участках с КОИБ, где протоколы составляются автоматически, эта аномалия не наблюдается. Подобный анализ для Швеции также не выявляет никаких аномалий — все цифры укладываются в доверительный интервал.
Учёные РЭШ и Принстонского университета Р. Ениколопов, В. Коровкин, М. Петрова и К. Сонин, А. Захаров в исследовании, опубликованном в PNAS, оценили влияние наблюдателей на результат ЕР в Москве. На участках, где присутствовали наблюдатели, явка была ниже средней на 6,5 %, а результат ЕР — на 10,8 %. Авторы указывают, что полученные данные являются нижней границей уровня фальсификаций. Один из авторов исследования — Константин Сонин — отмечает, что если смотреть по тем участкам, где наблюдатели сообщили об отсутствии нарушений, то оценка получается больше — до 20 %. Но в статье анализируется информация лишь о присутствии/отсутствии наблюдателя на участке.
Также большое недоверие вызывают результаты выборов на Северном Кавказе. Сверхвысокая явка избирателей (99 % в Чеченской Республике и более 90 % в Дагестане, Ингушетии, Кабардино-Балкарии и Карачаево-Черкесии), заявленная ЦИКом, противоречит социологическим опросам, согласно которым половина жителей региона никогда не принимает участие в выборах.

#### Критика математического подхода к анализу результатов выборов
Юрий Неретин в своей работе отмечает, что распределение результатов выборов по участкам очень далеко от гауссового в «неоднородных» странах (Великобритания, Израиль), сильно отличающихся от однородной Швеции. Как отмечает Неретин, «кривые, у которых нет никаких причин напоминать гауссовы, не оказываются гауссовыми». В некоторых странах Западной Европы существует также сильная корреляция между результатами голосования и явкой. По его мнению, применённые другими авторами математические методы на практике позволяют «доказать» фальсификацию произвольных выборов в любой достаточно неоднородной стране. При этом автор считает, что нижний порог фальсификаций, доказываемых статистическими методами, равен 1 %, а более высокие оценки требуют не математических, а социологических исследований. Сергей Шпилькин (которому оппонировал Неретин), для оценки объёмов фальсификаций использует распределение явки, и его оценки не основываются на гауссовости — они основаны на анализе правого хвоста явки (на выборах 2011 года наблюдается очень большое число участков с явкой выше среднего) и на анализе того факта, что при высоких явках растут голоса лишь у ЕР.
Кирилл Калинин (аспирант Мичиганского университета) указывает, что наукой пока не придумано сколько-нибудь идеальной методики, которая могла бы гарантированно вскрыть факты фальсификаций, а тем более определить их масштабы. По мнению автора, гауссовское распределение может служить ориентиром при анализе фальсификаций с явкой, но вряд ли работает для выявления фальсификаций и приписок для конкретных партий. Автор отмечает, что пики на круглых значениях явки и голосов за партию объясняются лишь фальсификациями.
Математик С. Кузнецов критикует гипотезу о математических подтверждениях фальсификаций результатов выборов, заявляя, что наличие «хвоста» в моделях, но не его форма, объясняется голосованием военных, которые обеспечили и высокую явку, и набранные проценты правящей партии (солдат-срочников в России 730—750 тысяч, а в «хвосте», согласно WSJ и С.Шпилькину, около 14 млн голосов). Автор пишет, что если принять гипотезу о фальсификации, то в трети регионов России проводилась централизованная накрутка, в трети — не скоординированная накрутка, по местной инициативе, а в оставшейся трети выборы были чистыми. Кузнецов отмечает также, что «выбросы» вероятностей около простых дробей (1/2, 2/3 и т. д.) могут быть вызваны малым числом избирателей на участке и не иметь отношения к подтасовкам результатов (в простейшем примере, если на участке всего два избирателя — а такие участки в РФ есть — то вклад участка в статистику возможен только в точках 0, 50 и 100 %). Пики на других круглых значениях процентов (например, 65, 70, 85, 90, 95 %) не могут быть объяснены подобным образом. Дмитрий Кобак предложил несколько способов, как убрать естественные пики, оставив лишь искусственные: 1) гистограмму можно строить не по числу участков, а по числу голосов — в таком случае малые участки будут иметь малый вес, 2) можно добавить к количеству бюллетеней за каждую партию на каждом участке случайное число, равномерно распределенное на (-0.5; 0.5), 3) стоит избегать слишком малых шагов гистограммы.

### Реакция властей на сообщения о фальсификациях
- Действующий президент России, Дмитрий Медведев, распорядился расследовать нарушения на выборах, подчеркнув, что «нарушения, … очевидно, где-то были, потому что, к сожалению, у нас пока неидеальная избирательная машина»[193][194].
- 7 декабря 2011 года председатель ЦИК Владимир Чуров заявил: «В интернете сейчас много всякой белиберды насчет нарушений. Ещё до дня голосования я знал о нескольких фальшивых „избиркомах“ на квартирах, где снимали „кино“. Думаю, мы его ещё увидим»[193][195]. 5 января 2012 года Владимир Чуров сообщил о том, что эксперты проверили более ста видеороликов, на которых, по утверждению их авторов, зафиксированы различные нарушения при проведении выборов в Госдуму, и что «у нас уже есть заключение экспертов МВД, что большинстве из них есть признаки внутрикадрового или межкадрового монтажа», а информация о нарушениях как правило, не подтверждается. Также Чуров пообещал предать огласке все результаты экспертизы, в проведении которой участвуют специалисты МВД, и выразил сомнение в том, что авторов обнаруженных фальшивок можно будет привлечь к ответственности, так как «это не подпадает под законодательство РФ, потому что в большинстве случаев они размещены в интернете, на сайтах, не являющихся СМИ»[196].
- Член регионального политсовета «Единой России» Владимир Семаго выступил в «Новой газете» со статьёй «Это не фальсификация результатов выборов, а заговор с целью насильственного удержания власти», в которой заявил, что группа заговорщиков создала преступное сообщество, чтобы сфальсифицировать выборы в парламент с целью удержания власти. В сообщество входили ЦИК во главе с Чуровым и председатели низовых избирательных комиссий. Аналогичные сообщества создавались на уровне регионов в структурах исполнительной власти. Деятельность заговорщиков получала поддержку со стороны ФСБ, МВД России и, вероятнее всего, координировалась на самом верху. Такие действия подпадают под статьи 210 и 278 УК РФ и наказываются лишением свободы от 10 до 20 лет[197].
- Ряд московских судов отказал «Яблоку» в отмене результатов голосования на отдельных участках.[198]
- 21 декабря 2011 года Следственный комитет России и МВД России представили Дмитрию Медведеву промежуточный доклад о фальсификациях на выборах в Госдуму[199]
- 4 февраля 2012 г. после многотысячного митинга оппозиции в Москве «За честные выборы»[200] официальный представитель Следственного комитета России Владимир Маркин сообщил прессе о результатах процессуальных проверок видеоматериалов, размещённых в Интернете, в которых зафиксированы нарушения на выборах в Государственную думу 4 декабря:

В рамках процессуальных проверок о нарушениях, связанных с проведением избирательной кампании по выборам депутатов Государственной Думы Российской Федерации шестого созыва в Следственном комитете Российской Федерации исследованы и изучены видеоматериалы, размещённые в сети Интернет, в которых якобы зафиксированы нарушения на избирательных участках. В рамках этих проверок получены экспертные заключения специалистов-криминалистов МВД России о том, что большинство видеосюжетов имеют элементы монтажа. В частности такие видеосюжеты были записаны в Московской, Кемеровской, Свердловской, Тюменской и Тульской областях, Красноярском крае, Чувашской Республике и Республике Северная Осетия-Алания, а также в Санкт-Петербурге, Екатеринбурге и в Москве. Также в ходе проверок выявлены факты наличия постановочных сюжетов (инсценировок). Так, например, на одном из видеороликов изображён избирательный участок № 2943, расположенный в Москве в районе Хорошево-Мневники в лицеи № 7560, на котором якобы зафиксированы грубые нарушения избирательного законодательства. Однако установлено, что помещение, изображённое на видео не соответствует помещению указанного избирательного участка, а также лица присутствующие на ролике не являются, членами избирательной комиссии, а являются подставными. Но самое примечательное, что все смонтрированные видеоролики были распространены с одного сервера, который расположен на территории США в штате Калифорния. В связи с этим в Следственном комитете принимаются меры к установлению авторов и заказчиков этих видеосюжетов.
— Главные новости Следственного комитета, 4 февраля 2012 года (орфография оригинала) 
Маркин не смог пояснить сетевому изданию «Газета.Ru», имел ли он в виду под сервером в Калифорнии хостинг YouTube
Ассоциация в защиту прав избирателей «ГОЛОС» провела своё расследование, в результате чего эксперты «ГОЛОСа» (проанализировав все видеосюжеты, выдаваемые поисковыми системами Яндекс и Google по запросу «УИК 2943» и все устные и письменные сообщения об инцидентах на УИКах с номерами 2943, которые были собраны на проекте «Карта нарушений на выборах») смогли найти только один ролик с избирательного участка № 2943, опубликованный в Интернете. Он находился на сервере, расположенном в Москве, «заказчиком видеосюжета» выступило официальное СМИ «Не Секретно» (Свидетельство ПИ № ФС18-2807), автором указана Оксана Асауленко, а расположен этот участок в Индустриальном районе Перми.
Кроме того, избирательный участок № 2943, расположенный в Москве в районе Хорошево-Мневники располагается в лицее № 1560, а не № 7560.

### Уголовные дела
Официальный представитель Следственного комитета России Владимир Маркин в январе 2012 года сообщил, что расследуется 26 уголовных дел по фактам нарушений на выборах в Госдуму. По его словам, всего зарегистрировано более 350 заявлений о фальсификациях на выборах, по 158 из них в возбуждении уголовного дела отказано.
Больше всего уголовных дел было возбуждено во Владимирской, Кемеровской, Ленинградской, Астраханской областях, а также в Москве и Башкортостане

### Протесты оппозиции
4 декабря, в 21.00, когда закрылись избирательные участки в Москве, состоялась несанкционированная акция националистического движения «Русские». Были задержаны несколько десятков националистов.
С 4 по 6 декабря 2011 года молодёжное движение «Наши» планировало провести на Манежной площади в Москве «Форум гражданских активистов» в поддержку партии Единой России и Дмитрия Медведева. Планировалось присутствие 5 тысяч молодых людей из разных регионов страны. Также в рамках мероприятия планировалось голосование части участников форума (около 3 тысяч человек) по открепительным удостоверениям.

Белая лента — символ протеста

Вечером в понедельник 5 декабря 2011 года на Чистопрудном бульваре у памятника А.Грибоедову состоялся многотысячный (по оценкам РБК, более 5 тысяч участников) санкционированный митинг оппозиции против фальсификации выборов. По окончании митинга немалая часть его участников двинулась в сторону Лубянки, 300 человек были арестованы.
Некоторые СМИ сообщали 6 декабря 2011, что в центре Москвы передвигались колонны внутренних войск. Пресс-служба ГУМВД опровергла сообщения и заявила, что «заявления о том, что в Москву вводятся дополнительные силы, не соответствуют действительности», и происходит ротация сил, несущих усиленную службу с 1 декабря. При этом 6 декабря начальник пресс-службы внутренних войск МВД Василий Панченков сказал агентству Интерфакс, что подразделения ВВ МВД отправлены в Москву по заявке столичного Главного управления МВД, а «количество личного состава, привлекаемого к этим мероприятиям, определяет ГУ МВД по городу Москве».
Вечером 6 декабря на Триумфальной площади также состоялась несанкционированная акция протеста оппозиции, которая была разогнана силами полиции. В результате задержано около 600 человек. Представители некоторых стран и международных организаций, в частности «Хьюман Райтс Вотч», осудили арест оппозиционеров и демонстрантов.

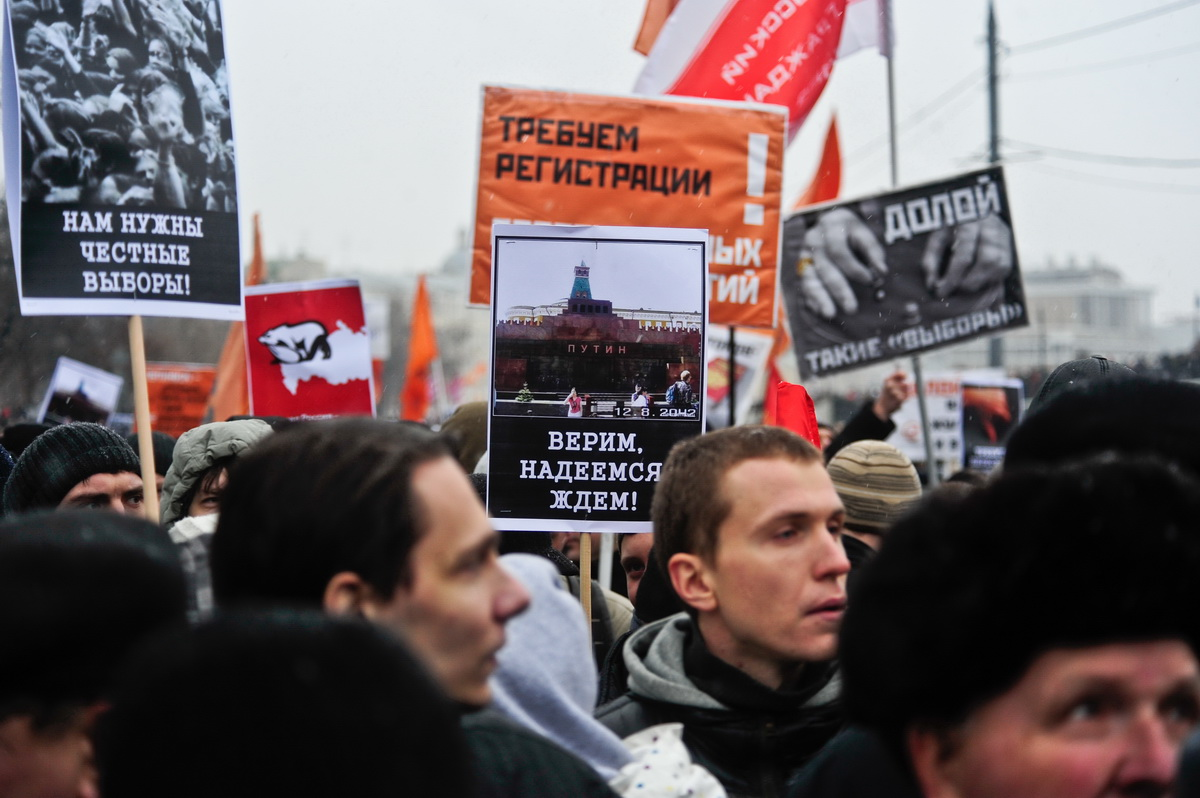
На митинге 10 декабря 2011 года на Болотной площади в Москве

10 декабря в Москве, а также почти во всех региональных центрах России и некоторых городах зарубежных стран прошли акции протеста против фальсификации выборов. Митинг в Москве на Болотной площади собрал от 20 до 100 тысяч участников и стал крупнейшим за много лет. Среди требований митингующих: освобождение политзаключённых, регистрация оппозиционных партий, назначение перевыборов, отставка Владимира Чурова.
В Новосибирске собралось 3—4 тысячи человек, в Санкт-Петербурге 5—10 тысяч человек. В других городах от 100 человек до 2000. Акции протеста проводились либо в форме митинга, либо в виде собраний (если власти запрещали проводить митинги).

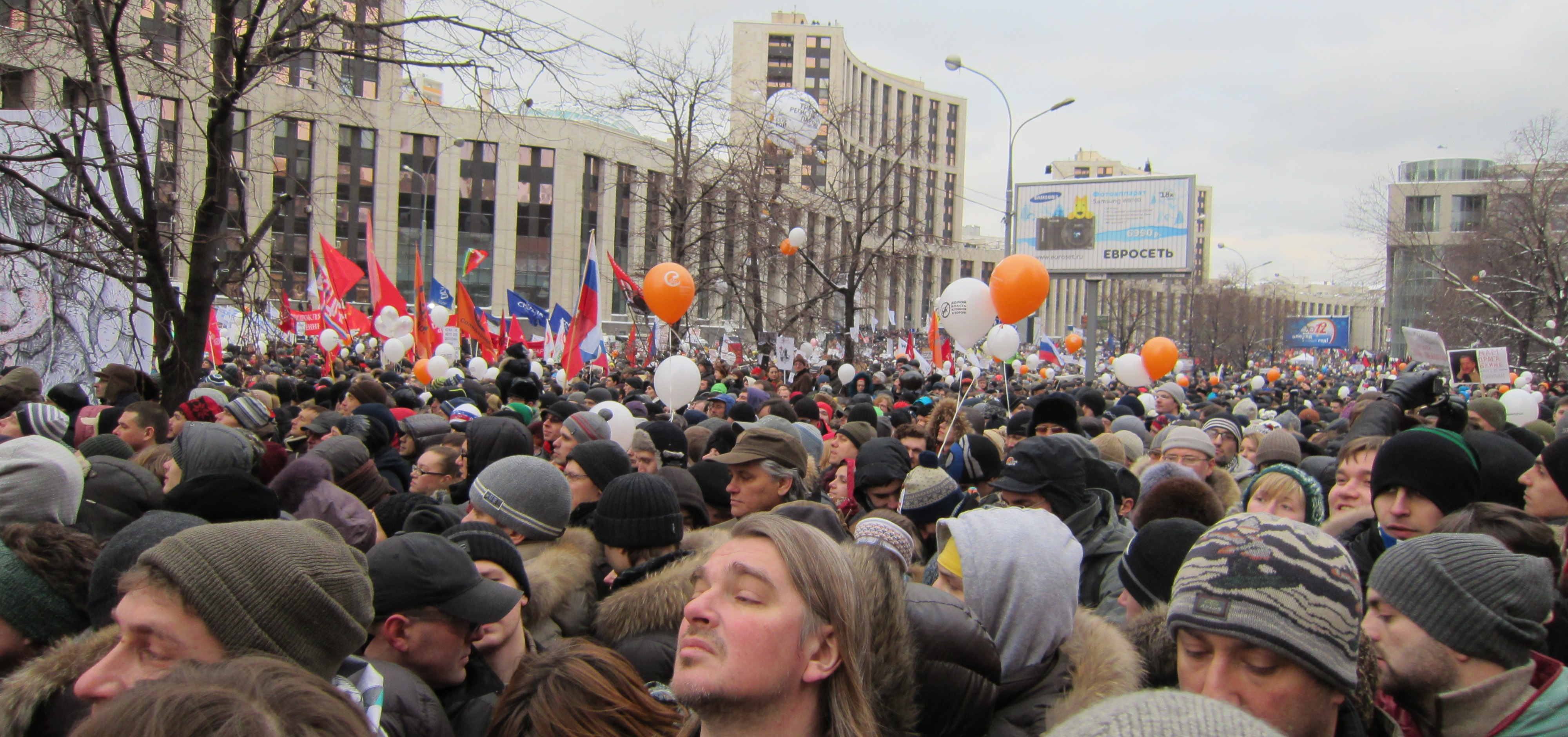
24 декабря 2011 года на проспекте Академика Сахарова в Москве

24 декабря 2011 года прошли ещё более масштабные акции по всей стране. Московский митинг состоялся на проспекте Академика Сахарова и собрал, по разным подсчётам, от 29 тысяч до 120 тысяч человек. Координация участников осуществлялась через социальные сети и блоги, прежде всего, Facebook. Теперь уже не только в лозунгах, но и в резолюциях митингов появилась антипутинская составляющая.
4 февраля 2012 года прошли новые акции протеста — митинги и шествия..

### Заключение Конституционного суда РФ
22 апреля 2013 года КС РФ высказал свою позицию по поводу массовых отказов судов в приёме исков от избирателей с жалобами на фальсификацию выборов 2011, а равно и в любых других случаях, на основании того, что избиратели якобы не могут подавать подобные иски. Позиция Конституционного суда РФ состояла в следующем (с сокращениями):.
«Конституционное значение активного избирательного права… сохраняет силу при подсчёте голосов и подведении итогов выборов. Иной подход ставил бы под вопрос конституционную ценность… и самих институтов представительной демократии.
…эти нормы допускают возможность судебной защиты наблюдателями своих прав, связанных с контролем за выборами, и не ограничивают возможность региональных отделений партий обращаться в суд в защиту своих интересов (при участии в выборах) или в защиту интересов партии (если это предусмотрено в её уставе)…
Впредь до внесения надлежащих изменений суды общей юрисдикции не вправе отказывать в принятии к рассмотрению заявлений избирателей в защиту избирательных прав граждан, нарушенных при подсчёте голосов и определении итогов голосования на том избирательном участке, на котором проголосовали обратившиеся в суд граждане.»

## Оценки выборов
В исследовании Центра проблемного анализа и государственно-управленческого проектирования, подготовленном экспертной группой под научным руководством президента РЖД Владимира Якунина, утверждается что на самом деле на парламентских выборах 2011 года победила КПРФ с результатом в районе 25-30 %, а «Единая Россия» должна была занять только второе место с результатом в районе 20-25 %. При этом гендиректор Центра Степан Сулакшин утверждает, что в отличие от «Единой России» Путин в 2012 году выбран легитимно.

### Международные наблюдатели
МИД России отметил:

«Все международные миссии по наблюдению не ставят под сомнение легитимность состоявшихся выборов, их соответствие избирательным стандартам. Наиболее четко данное положение зафиксировано в заявлениях миссий наблюдателей от СНГ, ШОС и группы независимых международных наблюдателей.»

Миссия наблюдателей ШОС заявила:

«Миссия считает, что выборы депутатов Государственной Думы Федерального Собрания Российской Федерации шестого созыва по наблюдаемым Миссией избирательным участкам были свободными, транспарентными и справедливыми, прошли в соответствии с требованиями избирательного законодательства и принятым Российской Федерацией международным обязательствам, что позволяет признать их демократичными и легитимными.»
— Миссия наблюдателей ШОС: выборы в Госдуму РФ проходили в прозрачной, демократической обстановке
Миссия наблюдателей СНГ заявила:

«Прошедшие в воскресенье выборы в нижнюю палату российского парламента соответствуют законодательству России и признанным демократическим нормам…Выборы были транспарентными и обеспечили волеизъявление граждан…Были созданы необходимые условия для мониторинга подготовки выборов…Агитационная кампания проходила в рамках правового поля…Серьёзных претензий по вчерашнему дню наблюдений не имеем».
— Наблюдатели от СНГ признали думские выборы демократическими
В то же время имелись некоторые недочёты:

«В своих отчётах наблюдатели от СНГ отметили некоторые недостатки и упущения: наблюдателям отказано в предоставлении информации о количестве проголосовавших избирателей; на здании размещения избирательного участка отсутствовала вывеска; из-за малых размеров помещения скопление избирателей, что затрудняло процесс голосования и наблюдения за ним; при выдаче бюллетеней избирателям, голосующим по открепительным удостоверениям, не фиксировались их номера. Такие факты были единичными и не повлияли на свободное волеизъявление избирателей.»
— Отчёт миссии наблюдателей СНГ
В то же время миссия наблюдателей БДИПЧ ОБСЕ и ПАСЕ заявила, что «подготовка к выборам была хорошо организована технически, но отмечалось слияние государственных органов власти и правящей партии. Хотя в выборах и приняли участие 7 партий, отказ в регистрации некоторым политическим силам сузил пространство для конкуренции. Борьба была смещена в пользу правящей партии как результат отсутствия независимости органов по проведению выборов, пристрастности большинства СМИ и неправомерного вмешательства органов власти на разных уровнях. В период с 5 ноября по 2 декабря большинство телевизионных новостей рассказывали о деятельности официальных лиц государства, с благоприятным отношением к правящей партии. Всё это не обеспечило условий, необходимых для честного соперничества. Тем не менее, законодательная база была в некоторых аспектах улучшена и дебаты предоставили участникам единые стартовые возможности. Во время голосования сотрудники избирательных комиссий представлялись опытными и преданными своему делу людьми. Однако качество процесса значительно ухудшилось в ходе подсчёта голосов, который можно охарактеризовать частыми нарушениями процедуры и отдельными очевидными манипуляциями, включая несколько серьёзных сообщений о вбросах бюллетеней. Более чем на одной трети избирательных участков, на которых велось наблюдение, не были представлены для ознакомления подписанные протоколы.»
В окончательном докладе ОБСЕ говорится, что основные и наиболее многочисленные нарушения пришлись на процедуру подсчёта голосов. На каждом третьем участке, где присутствовали наблюдатели ОБСЕ, ситуацию при подсчёте можно было назвать «плохой или очень плохой» (наблюдение за процессом голосования осуществлялось примерно на 1500 УИКах, за подсчётом голосов — на 137 УИКах, за сведением результатов — примерно в 100 ТИКах). Недостатки в организации работы избирательных участков, процедурные нарушения и отсутствие прозрачности при подсчёте сделали возможным такие манипуляции, как вброс бюллетеней. Во многих случаях в списки не заносились имена избирателей, голосовавших по открепительным удостоверениям, не подсчитывались неиспользованные бюллетени. Упоминается о 7 случаях удаления наблюдателей с избирательного участка во время подсчёта. Более чем на 20 участках не были предоставлены копии протоколов. На половине участков, которые посетили наблюдатели бюро, подписанные протоколы не были вывешены в открытом доступе. В 21 случае протоколы не были подписаны ручкой, а в 32 в них не были занесены все необходимые сведения. В день выборов наблюдателями были поданы многочисленные жалобы на нарушения в ходе голосования. При этом наблюдатели, желающие подать жалобу, часто сталкивались с противодействием со стороны членов избирательных комиссий. Многие жалобы остались не рассмотренными или были отклонены практически без рассмотрения. Многие из них, в нарушение закона, регистрировались не как жалобы, а как обращения. Авторы доклада отмечают активное использование административного ресурса: большинство председателей УИК — госслужащие, которые использовали служебное положение для того, чтобы повысить шансы «Единой России».

### Российские власти
Президент РФ Дмитрий Медведев заявил, что считает прошедшие 4 декабря выборы честными и демократичными: «„Единая Россия“ получила ровно то, что она имела, не больше и не меньше, в этом смысле это честные, справедливые, демократичные выборы. … Все разговоры о безудержном использовании административного ресурса… Но где этот ресурс-то?»
Первый заместитель главы администрации президента Владислав Сурков заявил: «Нарушения, конечно, имеются, и отнюдь не в „промышленных“ масштабах. Вопят так, будто это повальное явление. Это говорит о правовом нигилизме или неграмотности. Наша политическая система прозрачна и адекватна. Так что всем вопящим (о нарушениях) отвечаю: хватит вопить, надоели».

### Власти США
По словам госсекретаря США Хиллари Клинтон,

«Российские избиратели заслуживают расследования фальсификации выборов. Когда власть не в состоянии наказать тех, кто нарушает права человека, она разрушает законность и подрывает доверие к себе людей».
— // Радиостанция «Эхо Москвы» 06.12.2011
Ещё в октябре 2011 года администрацией Обамы было объявлено о выделении специального $50-миллионного фонда для поддержки российского гражданского общества. Кроме того, представители Госдепартамента США пообещали, что будут и дальше «давить на Кремль, требуя соблюдения прав человека».
По словам пресс-секретаря Президента США Барака Обамы Джея Карни,

«У нас имеется серьёзная озабоченность относительно того, как эти выборы были проведены».
— Газета.ру 06.12.2011
В ответ Министерство иностранных дел РФ заявило:

Высказывания Государственного секретаря США Х. Клинтон относительно состоявшихся в России парламентских выборов, а также сходные комментарии представителей Белого дома и Госдепартамента неприемлемы.
С сожалением вынуждены констатировать, что в Вашингтоне придерживаются давно изживших себя стереотипов, продолжают навешивать ярлыки, не пытаясь даже разобраться с тем, что реально происходит на нашем электоральном поле.
Российские граждане сделали свой выбор, приняв активное участие в голосовании. Только они вправе определять будущее нашей страны, независимо от чьих бы то ни было пристрастных оценок и политизированных рецептов.
Напоминаем, что электоральная система самих США далека от совершенства. Об этом говорилось не раз. Она не может служить эталоном открытости и справедливости, свидетельство чему, в частности, традиционно весьма низкий уровень явки избирателей на выборах всех уровней. Исполнительной власти США стоило бы озаботиться анализом причин этой ситуации и путей её выправления.
Рассчитываем, что в дальнейшем американская сторона будет воздерживаться от недружественных выпадов, идущих вразрез с общим позитивным вектором развития наших двусторонних отношений.
— Комментарий официального представителя МИД России в связи с заявлениями представителей Администрации США о выборах в Государственную Думу 4 декабря с.г.

### Европейский парламент
14 декабря 2011 г. Европейский парламент принял резолюцию, в которой призвал российские власти организовать новые «свободные и справедливые» выборы депутатов и провести «немедленное и полное» расследование всех сообщений о нарушениях. В резолюции отмечается, что существующая в России процедура регистрации новых партий исключила из избирательного процесса несколько оппозиционных движений, что является серьёзным нарушением права на свободу объединений, политической конкуренции и плюрализма. В резолюции говорится: «Депутаты Европарламента приветствуют демонстрации в России, как выражение стремления российского народа к большей демократии и осуждают подавление полицией мирных демонстраций…Парламент призывает к немедленному и полному расследованию всех сообщений о мошенничестве и запугивании, и наказании всех виновных». Также в резолюции выражается озабоченность по поводу ситуации с правами человека в России и отсутствия верховенства закона и независимости судебной системы.

### ЕСПЧ
В мае 2017 года Европейский суд по правам человека обязал Россию выплатить 38 тысяч евро (42 тысячи долларов) по жалобам на нарушения в ходе выборов депутатов Госдумы в декабре 2011 года. Девять заявителей из Санкт-Петербурга, в том числе несколько депутатов «Справедливой России» и наблюдатели на выборах, утверждали об изменении результатов голосования на нескольких участках (жалобы в избирательную комиссию и прокуратуру не привели к пересчёту голосов). ЕСПЧ признал нарушение права на свободные выборы, все заявители получат 8 тысяч евро (почти 9 тысяч долларов) в качестве компенсации судебных издержек, а четверо — по 7,5 тысяч евро (8300 долларов) компенсации.

### Системная оппозиция
Лидер КПРФ Геннадий Зюганов:
Выборы абсолютно нелегитимны ни с правовой, ни с нравственно-этической точки зрения. «Единая Россия» потерпела сокрушительное поражение, и процентов 12-15 они приписали.
Глава ЦИК Владимир Чуров попросил Зюганова пояснить, означает ли это, что лидер КПРФ не согласен с материалами, представленными в ЦИК 30 ноября секретарём ЦК КПРФ Сергеем Обуховым. Речь идёт о прогнозе итогов выборов от Центра исследований политической культуры России (ЦИПКР). На это последовал комментарий директора Центра Сергея Васильцова:
В связи с распространением ЦИК сведений о том, что электоральный прогноз ЦИПКР, составленный на основании результатов социологического опроса, проведённого 12—21 ноября 2011 года и официально пересланного в ЦИК 28 ноября 2011 года, будто бы соответствует официальным результатам голосования 4 декабря, ЦИПКР заявляет следующее.
Речь идёт не о публикации итогов опроса ЦИПКР, а о прогнозе результатов выборов, который запросил ЦИК в целях проведения конкурса электоральных прогнозов социологических центров страны. А это — две весьма разные вещи.
В подобного рода прогнозы ЦИПКР всегда закладывается поправочный коэффициент, учитывающий среднестатистический уровень фальсификации итогов выборов, разработанный аналитиками центра на базе изучения результатов как общефедеральных, так и региональных выборов за последнее десятилетие. Иначе говоря, прогноз ЦИПКР, представленный в ЦИК, показывает не то, как выглядит соотношение электоральных сил в реальности, а то, каким будет, скорее всего, официальный результат.
Однако официальные результаты голосования, выданные ЦИК, на этот раз далеко зашкаливают за учитываемую в прогнозе «норму фальсификации».
Во-первых, опрос фиксирует, что КПРФ оказалась лишена, согласно итогам выборов, распространяемым ЦИК, 5 % реально полученных ею голосов: при опросном рейтинге в 24 % официальный результат Компартии чуть превышает 19 %.
Во-вторых, прогноз ЦИПКР указывает на то, что результат «Единой России» оказался завышен по крайней мере на 4 %: при опросном рейтинге в 46 % объявленный официальный результат ЕР составляет более 49 % голосов.

В-третьих, учитывая, что исследование было проведено за две недели до дня голосования и по ходу завершающего этапа кампании престиж ЕР резко падал (это зафиксировано многими СМИ и социологическими службами), а тяга избирателей к КПРФ возрастала, можно с полной уверенностью утверждать, что расхождения между реальным рейтингом партий и официальными данными ЦИК на день выборов намного превысили указанные выше 4—5 %.
Заместитель руководителя фракции «Справедливая Россия» Геннадий Гудков:

Я отвечал за Москву и могу уверенно заявить, что выборы здесь были полностью сфальсифицированы. Более грязных выборов и по количеству нарушений, и по беспределу, который творился на участках, я не припомню. Лично я хватал за руку людей, которых привозили голосовать, с пачками бюллетеней за «Единую Россию». Со многих избирательных участков были удалены вообще все, кого удалять нельзя в принципе, если хотят имитировать соблюдение избирательного законодательства: наблюдатели, члены избирательной комиссии с совещательным голосом. Был удалён даже член комиссии с решающим голосом, хотя по закону это нельзя сделать вообще. Им просто говорили: «Пошли на …», и всё!
Результат «Единой России» нарисован. Она полностью проиграла выборы, не смогла выйти за пределы 25 %, остальное — фальсификация по всей стране.

После выборов некоторые политики предложили сдать мандаты тем партиям, кто не согласен с итогами. Так прокомментировал данные заявления лидер «Справедливой России» Сергей Миронов:
Предположим, 64 гордых и справедливых депутатов фракции «Справедливая Россия», понимая, что нужны какие-то действия в качестве протеста против имеющих место нарушений, сдают мандаты. У нас ещё 560 кандидатов за нами стоят. По закону — вот я сдал, за мной идет следующий, потом следующий, и так 560 человек. Я реалист, я абсолютно убежден — если мы бы сделали такую акцию, господа из «Единой России» тут же нашли бы несколько человек, много не надо, человек пять-десять, которые бы не отказались от мандата. И мы бы получили с вами на пять лет… Предположим, что такому же примеру последовали бы коммунисты и ЛДПР, и мы могли бы получить на пять лет Госдуму из 338 депутатов «Единой России» и некоторое число депутатов-штрейкбрехеров от трех фракций. И что бы мы с вами имели?
В декабре 2011 года почти все кандидаты в президенты пообещали в случае избрания досрочный роспуск Госдумы и проведение новых выборов.
Борис Надеждин, член федерального политсовета партии «Правое дело», заявил, что «у ЕР на самом деле не нарисованные 49 %, а реальные 36 %» и рассказал, как можно отменить выборы:

Основные претензии, которые доказуемы и доказательств существует десятки тысяч — это доказательство фальсификаций на конкретных избирательных участках. В Подмосковье у меня сотни протоколов избирательных комиссий, которые не бьются с ГАС «Выборы». То есть протокол, печать, 10 членов комиссии подписали, у ЕР 30 %, у «Яблока» 20, у КПРФ 40. Смотрим ГАС «Выборы»: явка выросла в 2 раза, у ЕР 80 %, у «Яблока» и КПРФ ничего нет. Это обычная история, их тысячи по стране. Это требует большой работы, нужно, чтобы тысячи людей обратились в тысячи судов по всей стране. Но путь к отмене выборов более длительный. Как он выглядит? Предположим, вы отменяете результаты на тысяче таких участков, это означает, что ЦИК должен пересчитать результаты. Если выяснится, что там ЕР завысили, ЦИК должен отнять мандаты у ЕР и передать другим партиям — коммунистам, «Яблоко» в думу пустить. Но представьте, что вдруг выясняется, что у ЕР на самом деле не нарисованные 49 % и 238 мест, а реальные 36 %, я эту цифру готов отдельно обосновать. Предположим, кто-то отменяет 25 % участков в Московской области, тогда зачеркиваются выборы в Московской области. Отпало 7 миллионов избирателей. Кто-то отменяет выборы в Питере, как Дмитриева пытается сделать — убираем Питер. В результате вы можете получить нелегитимную думу. Я этим собираюсь заниматься, времени у меня много и сил тоже.

Лидер ЛДПР Владимир Жириновский на заседании Госдумы 27 января 2012 года, посвящённом прошедшим парламентским выборам, жёстко раскритиковал представителей власти и депутатов ЕР (на заседании присутствовали глава ЦИК В.Чуров, генпрокурор Ю.Чайка, глава МВД Р.Нургалиев и председатель СКР А.Бастрыкин):

Вы власть удержали, но каким путём? Путём вранья и фальсификации. Вы закончите так же, как большевики: выйдут миллионы и никто вам не поможет. Как заслуженный юрист России я квалифицирую итоги выборов как захват власти путём фальсификации и разбоя. Прокуратура ничего не делает — никакого надзора. Надо менять конституцию — пока президентская республика, вся власть в их руках и они над нами будут издеваться каждый раз. Вы фальсификаторы, Чуров, вся ваша Центральная избирательная комиссия — фальсификаторы. Миллион человек вы заставляете фальсифицировать выборы. Если выборы честные, давайте пересчитаем на любом участке — вы боитесь пересчитать. Самый лучший способ считать выборы честными — когда их признают все остальные партии. Из семи партий, участвовавших в выборах, выборы признала только одна партия — «Единая Россия».

### Внесистемная оппозиция
В результате дискуссий внутри внесистемной оппозиции обозначились три основные стратегии поведения на выборах:
- Бойкот — ОГФ, «Автономное действие», партии «РОТ Фронт», «Другая Россия», «Родина: здравый смысл»[251], «Демократический Союз»[252], монархические партии.

Вариантами бойкота признаны неявка на избирательный участок, получение открепительного удостоверения и неиспользование его для голосования, а также вынос бюллетеня с избирательного участка.
- Голосование испорченным бюллетенем — Партия народной свободы и близкое к ней движение «Голосуй против всех!». Сторонники этого варианта призвали ставить крестики против всех кандидатов и перечеркивать бюллетень. Лозунги движения — «Голосуй против всех! Голосуй за Россию!», «Поставь крест на воровской власти!», а его символ — поросёнок наХ-наХ. По словам Бориса Немцова, активисты распространяли листовки, ленточки и наклейки движения в 30 городах[253].
- Голосование за любую другую партию, кроме «Единой России» — юрист Алексей Навальный и его сторонники[254], политолог Дмитрий Орешкин[250], журналист Владимир Варфоломеев[255], а также движение «Демократический выбор»[256].

По мнению одного из лидеров движения «Солидарность», бывшего диссидента Владимира Буковского, споры между вариантами действий во время этих выборов не имеют значения, вместо участия в них необходимо выходить на «улицы и площади наших городов».
Эксперты журнала The New Times проанализировали эти три стратегии поведения на выборах и высказали аргументы «за» и «против» относительно каждой стратегии.

### Критика со стороны интернет-пользователей

Кадр из эфира канала Россия-24, где показаны невозможные результаты, полученные партиями в Ростовской области, дающие сумму 146 %

В эфире телеканала «Россия-24» при трансляции предварительных итогов сумма голосов, полученных партиями, превышала 100 %, например, по Воронежской области сумма достигала 130 %, по Ростовской — 146 %. Это вызвало негативную реакцию со стороны интернет-пользователей и стало интернет-мемом.
ЦИК заявил, что за эти данные, которые не имеют отношения к данным избирательной комиссии, несёт ответственность телеканал.